# Liste der Kirchen im Pommerschen Evangelischen Kirchenkreis
Die Liste der Kirchen im Pommerschen Evangelischen Kirchenkreis umfasst sämtliche Kirchengebäude im Pommerschen Evangelischen Kirchenkreis der Evangelisch-Lutherischen Kirche in Norddeutschland (bis zum 27. Mai 2012: Pommersche Evangelische Kirche). Die Liste ist alphabetisch nach den politischen Gemeinden sortiert:

## A
- Ahlbeck (bei Ueckermünde)
  - Dorfkirche Ahlbeck

- Ahrenshagen-Daskow
  - Dorfkirche Ahrenshagen
  - Dorfkirche Pantlitz
  - Dorfkirche Tribohm
- Ahrenshoop
  - Schifferkirche Ahrenshoop
- Altefähr
  - St. Nikolai (Altefähr)

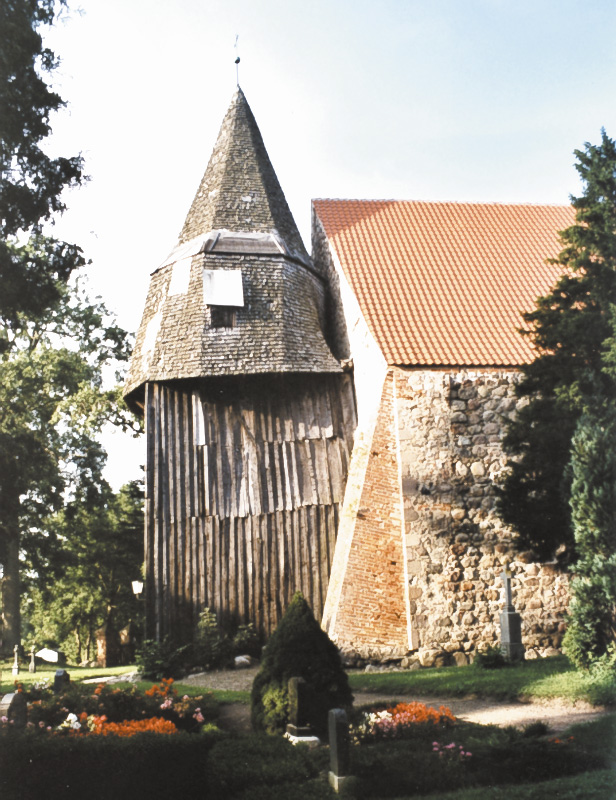
Die Dorfkirche in Tribohm (Ahrenshagen-Daskow)

- Altenhagen (Landkreis Mecklenburgische Seenplatte)

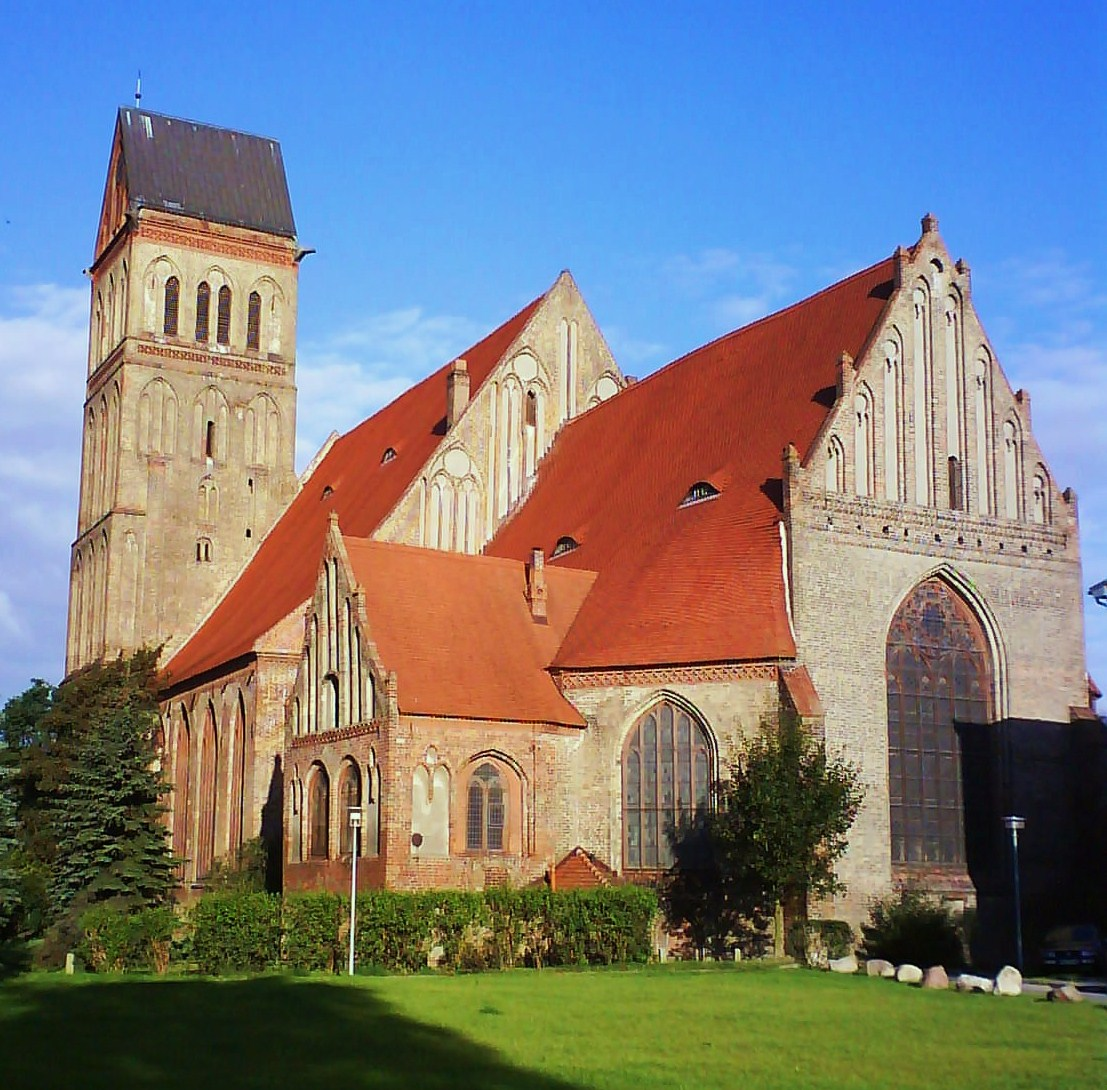
Die St.-Marien-Kirche in Anklam

  - Kirche Altenhagen
  - Kirche Röckwitz
- Altenkirchen (Rügen)
  - Pfarrkirche Altenkirchen
- Altentreptow
  - St.-Peter-Kirche (Altentreptow)
  - Kirche Buchar
  - Kirche Klatzow
  - Kirche Loickenzin

- Alt Tellin
  - Kirche Alt Tellin
- Altwarp
  - Kapelle Altwarp
- Altwigshagen
  - Kirche Altwigshagen
  - St.-Magdalena-Kirche (Wietstock)
- Anklam
  - Kreuzkirche (Anklam)
  - Marienkirche (Anklam)
  - Kirche Pelsin
  - Kapelle Gellendin
  - Kapelle Stretense

## B

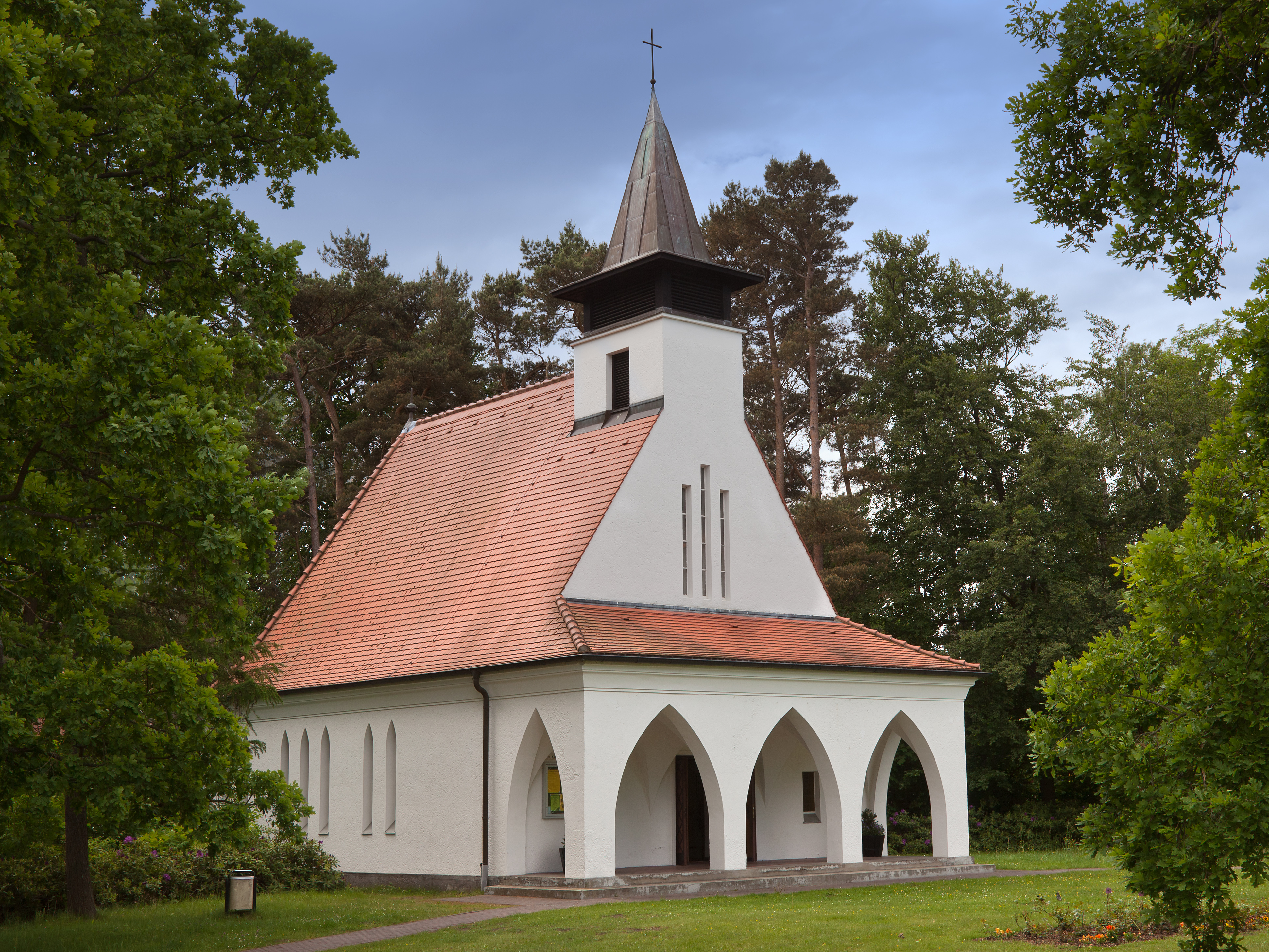
Die Dorfkirche in Baabe

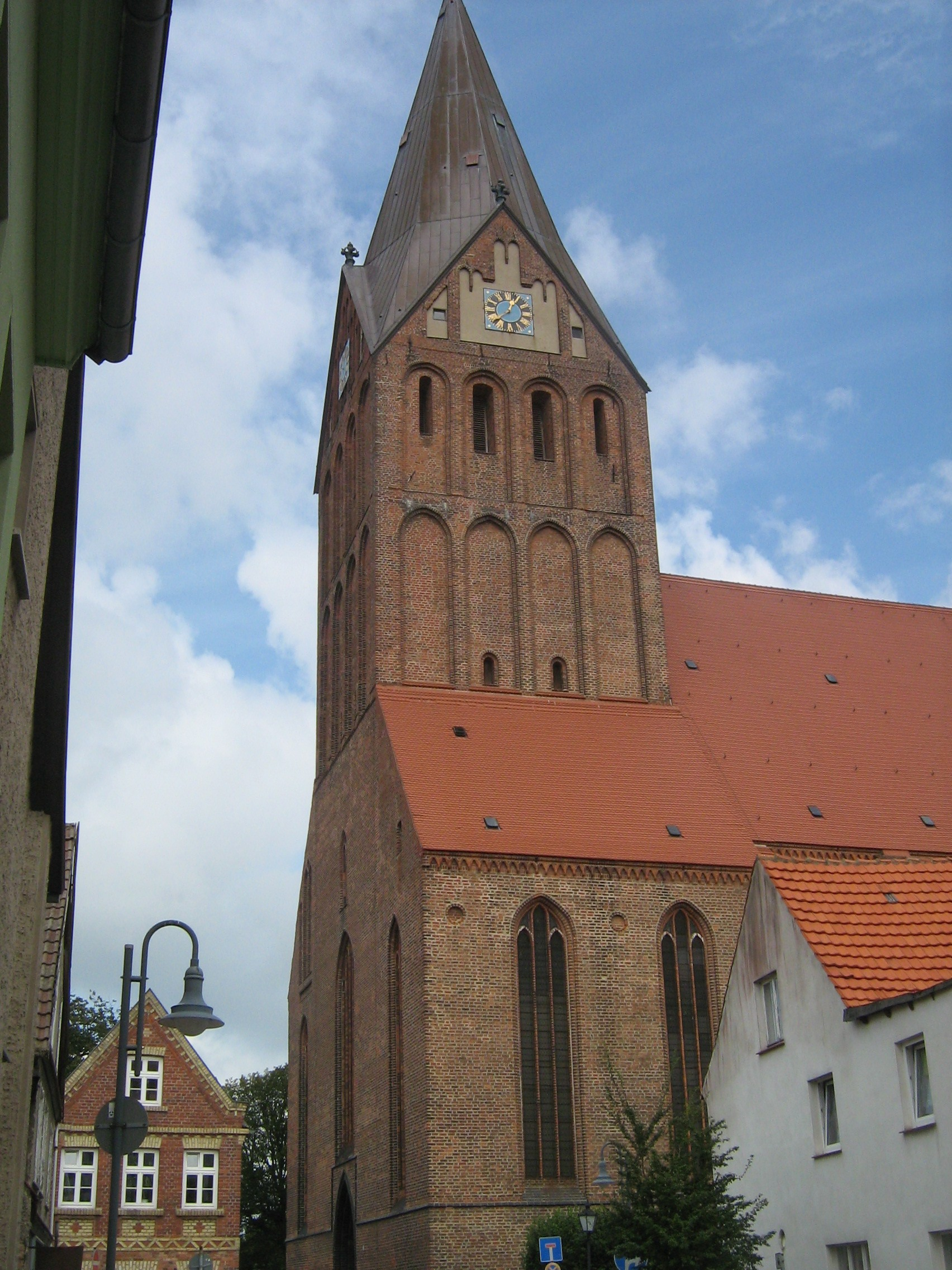
Die St.-Marien-Kirche in Barth

- Baabe
  - Dorfkirche Baabe
- Bandelin
  - Kapelle Kuntzow
- Bargischow
  - Kirche Bargischow
  - Kapelle Gnevezin
- Barth
  - St.-Marien-Kirche (Barth)
- Bartow
  - Kirche Bartow
  - Kirche Klempenow
- Beggerow
  - Kirche Beggerow
  - Kirche Glendelin
- Behrenhoff
  - Kirche Behrenhoff
- Bentzin
  - Dorfkirche Alt Plestlin
  - Dorfkirche Bentzin
  - Kapelle Leussin
  - Dorfkirche Zemmin
- Benz (Usedom)
  - Kirche Benz

- Bergen auf Rügen
  - St.-Marien-Kirche (Bergen)
- Bergholz
  - Kirche Bergholz
- Binz
  - Dorfkirche Binz
- Blankensee (Vorpommern)
  - Dorfkirche Blankensee/Vorpommern
- Blesewitz
  - Kirche Blesewitz
- Blumenhagen
  - Dorfkirche Blumenhagen
- Boldekow
  - Kirche Boldekow
  - Kirche Putzar
- Boock (Vorpommern)
  - Dorfkirche Boock/Vorpommern
- Born a. Darß
  - Fischerkirche Born a. Darß
- Borrentin
  - Kirche Gnevezow
  - Dorfkirche Moltzahn
  - Kirche Schwichtenberg
  - Dorfkirche Wolkwitz
- Brandshagen
  - Marienkirche (Brandshagen)
- Brietzig
  - Dorfkirche Brietzig
- Brüssow
  - Dorfkirche Bagemühl
  - Dorfkirche Battin
  - Stadtkirche Brüssow
  - Dorfkirche Grimme
  - Dorfkirche Grünberg
  - Dorfkirche Menkin
  - Dorfkirche Trampe
  - Dorfkirche Woddow
  - Dorfkirche Wollschow
- Bugewitz
  - Kirche Bugewitz
  - Kapelle Rosenhagen
- Burow
  - Kirche Weltzin
- Butzow
  - Kirche Alt Teterin
  - Kirche Lüskow

## C
- Carpin
  - Kapelle Thurow
- Casekow
  - Dorfkirche Blumberg
  - Dorfkirche Casekow
  - Dorfkirche (Luckow/Casekow)
  - Dorfkirche (Petershagen/Casekow)
  - Dorfkirche Wartin
  - Dorfkirche (Woltersdorf)

## D

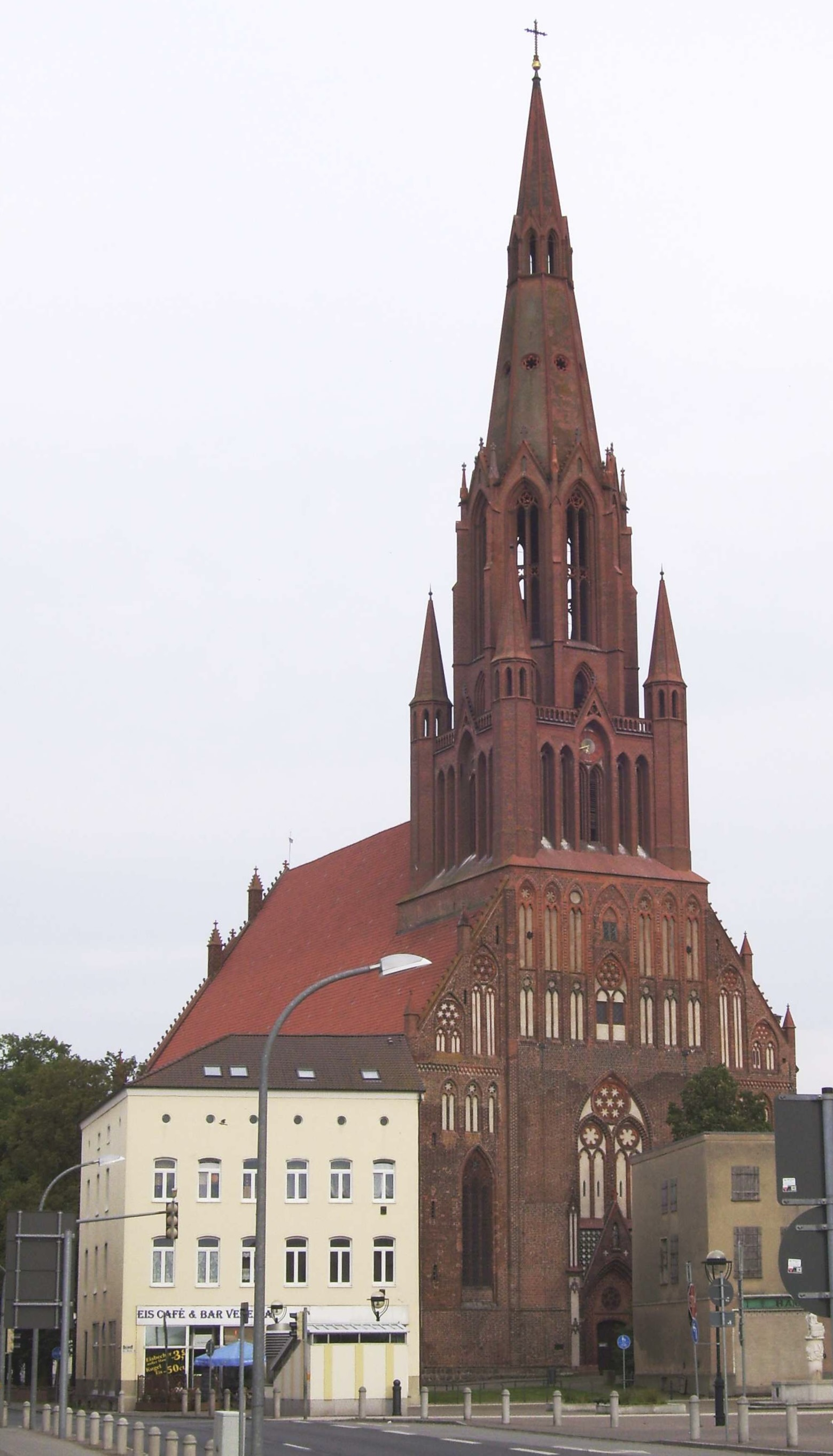
Die St.-Bartholomaei-Kirche in Demmin

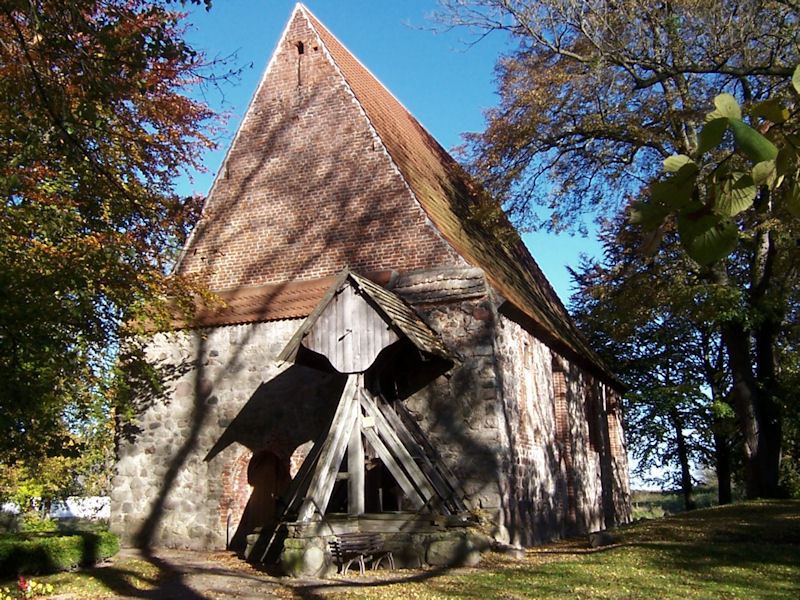
Die Dorfkirche in Drechow

- Daberkow
  - Kirche Daberkow
- Damerow
  - Dorfkirche (Damerow, Rollwitz)
- Demmin
  - St.-Bartholomaei-Kirche (Demmin)
  - Dorfkirche (Deven)
  - St. Nikolai (Wotenick)
- Dersekow
  - Kapelle Alt Pansow
  - Kirche Dersekow
- Deyelsdorf
  - Kirche Deyelsdorf
- Dranske
  - St.-Paulus-Kirche (Dranske)
  - Dorfkirche Lancken-Granitz
- Drechow
  - Kirche Drechow
- Dreschvitz
  - Dorfkirche Landow
- Drewelow
  - Kirche Drewelow

- Ducherow
  - Kapelle Busow
  - Kirche Ducherow
  - Kirche Löwitz
  - Kirche Neuendorf A
  - Kirche Schmuggerow

## E
- Eggesin
  - Dorfkirche (Eggesin)
  - Dorfkirche (Hoppenwalde)
- Eixen
  - Kirche Eixen
  - St.-Katharinen-Kirche (Leplow)
  - Kapelle Behrenwalde
- Elmenhorst (Vorpommern)
  - Kirche Elmenhorst

## F
- Fahrenwalde
  - Dorfkirche (Bröllin)
  - Dorfkirche (Fahrenwalde)
- Ferdinandshof
  - Dorfkirche Blumenthal
  - Trinitatiskirche Ferdinandshof
- Franzburg
  - Kirche Franzburg
- Fuhlendorf (Vorpommern)
  - St.-Ewalds-Kirche Bodstedt

## G
- Gager
  - Dorfkirche Groß Zicker
- Gartz (Oder)
  - Dorfkirche Friedrichsthal
  - St. Stephan (Gartz/Oder)
  - Dorfkirche Gleesow
  - Dorfkirche Hohenreinkendorf

- Garz/Rügen
  - St.-Petri-Kirche (Garz)
  - St.-Laurentius-Kirche (Zudar)
- Garz (Usedom)
  - Kirche Garz (Usedom)
- Gingst
  - Sankt-Jacob-Kirche (Gingst)
- Glasow (Vorpommern)
  - Dorfkirche Glasow (Vorpommern)
- Glewitz
  - Kirche Glewitz
- Glowe
  - St.-Pauli-Kirche (Bobbin)
  - Kapelle Glowe
- Gnevkow
  - Kirche Gnevkow
  - Kirche Prützen
  - Kirche Letzin
- Göhren (Rügen)
  - Dorfkirche Göhren
- Görmin
  - Kapelle Alt Jargenow
  - St.-Marien-Kirche (Görmin)
- Golchen
  - Kirche Golchen
- Grambow (Vorpommern)
  - Dorfkirche Grambow (Vorpommern)
  - Dorfkirche Ladenthin
  - Dorfkirche Schwennenz
  - Dorfkirche Sonnenberg

- Grammendorf
  - St.-Andreas-Kirche (Nehringen)
- Grammentin
  - Dorfkirche Grammentin
- Gransebieth
  - Kirche Kirch Baggendorf
- Grapzow
  - Kirche Grapzow
  - Kirche Kessin
- Greifswald
  - Christuskirche
  - Johanneskirche
  - St. Jacobi
  - St. Marien

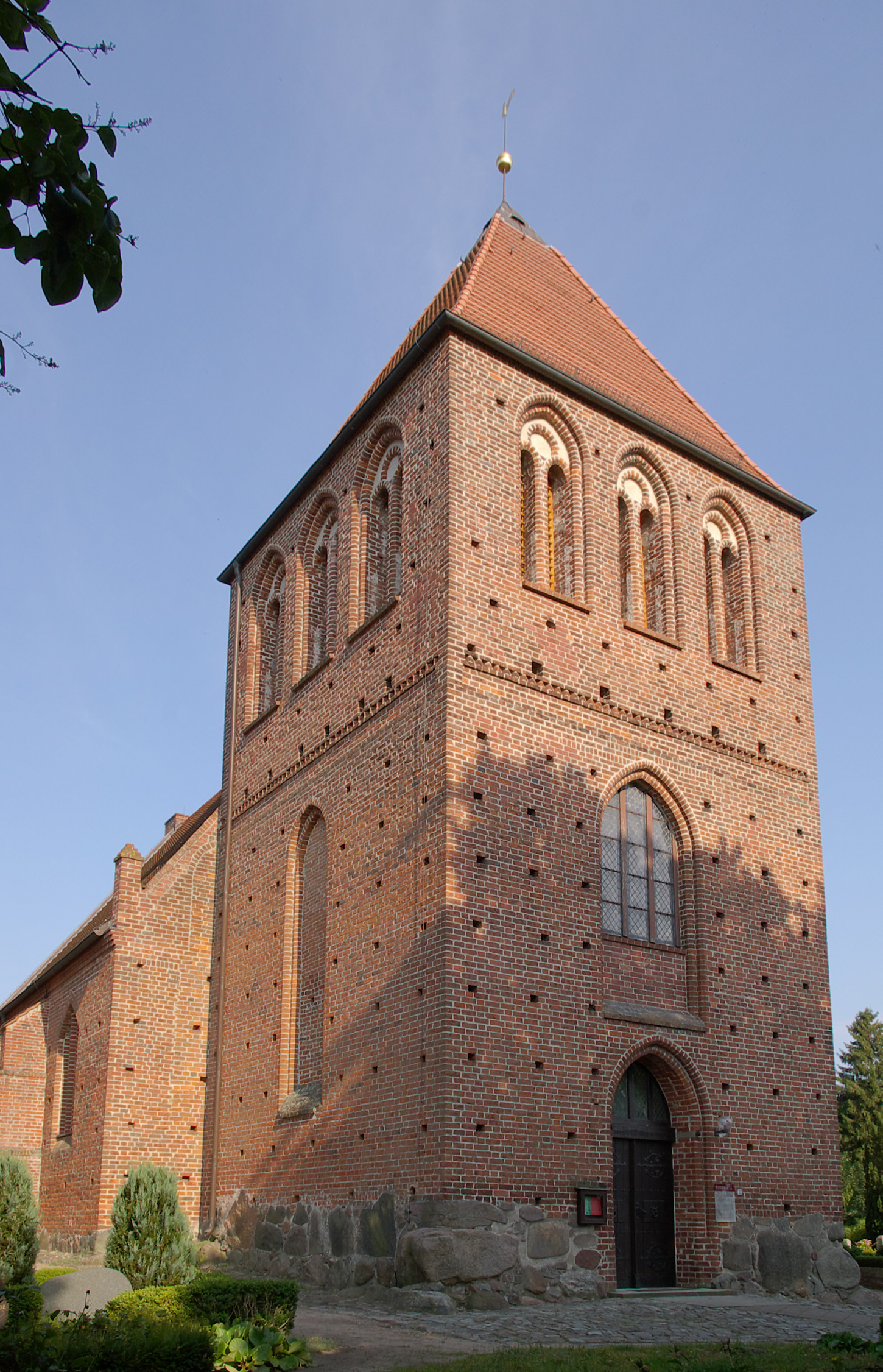
Die St.-Petri-Kirche in Garz auf Rügen

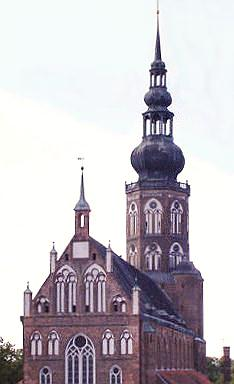
Der Dom St. Nikolai in Greifswald

  - Dom St. Nikolai (Hauptkirche der Pommerschen Evangelischen Kirche)
  - Bugenhagenkirche (Greifswald-Wieck)

- Gremersdorf-Buchholz
  - Kapelle Gremersdorf
  - Kapelle Pöglitz
  - Kapelle Wolfsdorf
- Grimmen
  - St.-Marien-Kirche (Grimmen)
  - Dorfkirche Stoltenhagen
- Groß Kiesow

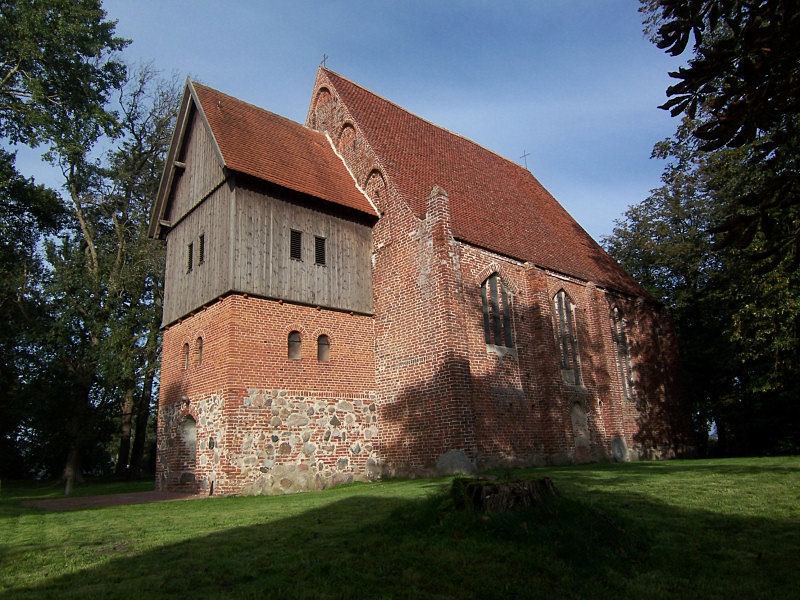
Die St.-Marien-Kirche in Flemendorf (Groß Kordshagen)

  - St.-Laurentius-Kirche (Groß Kiesow)

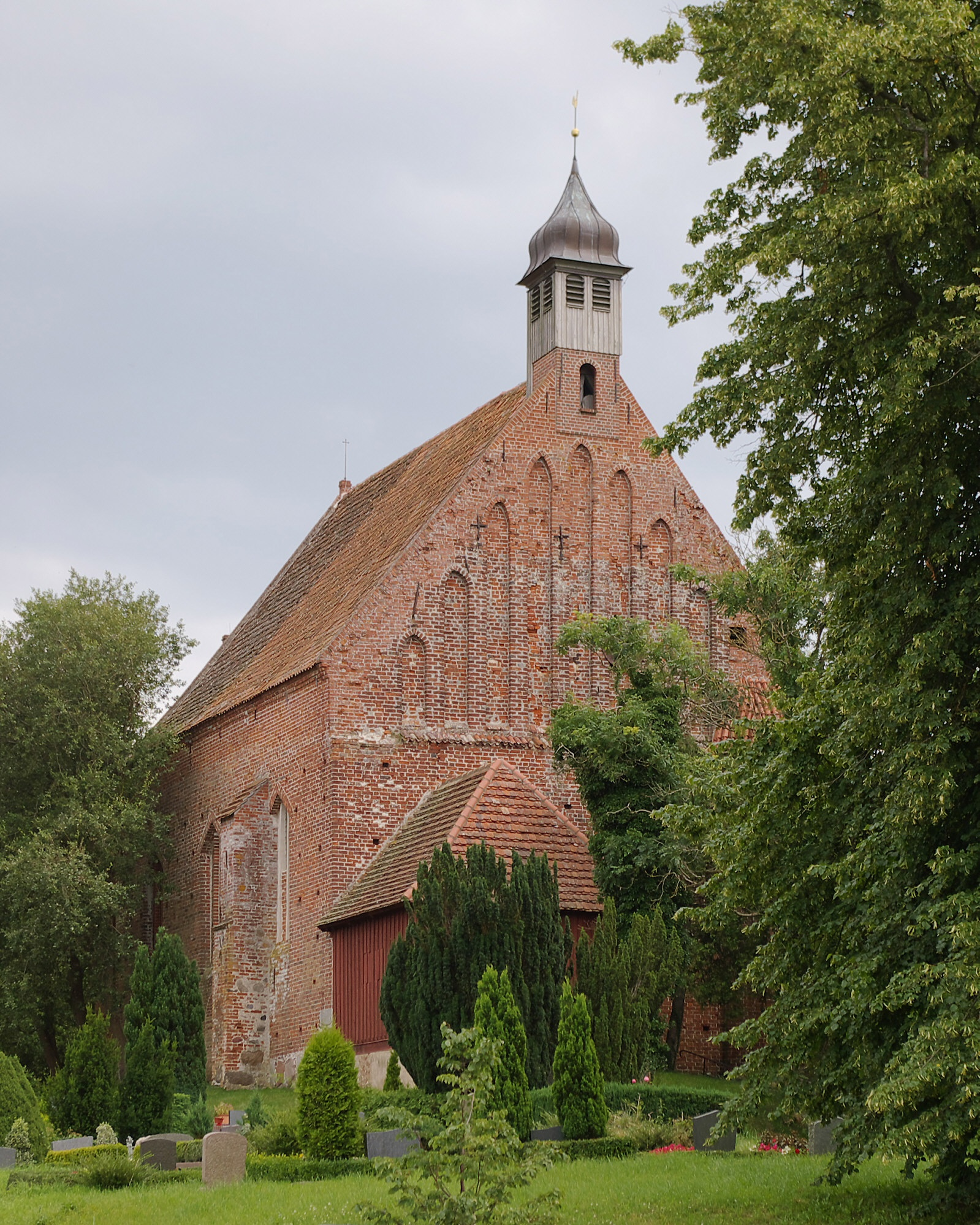
Die Dorfkirche in Gustow

- Groß Kordshagen
  - St.-Marien-Kirche (Flemendorf)
- Groß Luckow
  - Dorfkirche Groß Luckow
- Groß Mohrdorf
  - Dorfkirche Groß Mohrdorf
- Groß Polzin
  - Dorfkirche Quilow

- Groß Teetzleben
  - Kirche Groß Teetzleben
  - Kirche Lebbin
- Gültz
  - Kirche Gültz
  - Kirche Seltz
- Gützkow
  - Nikolaikirche (Gützkow)
  - Kapelle Kuntzow
- Gustow
  - Dorfkirche Gustow

## H
- Hanshagen
  - Kirche Hanshagen

- Heringsdorf
  - Ahlbecker Kirche
  - Kirche Bansin
  - Kirche im Walde (Heringsdorf)
- Hiddensee
  - Inselkirche (Kloster)
  - Gemeindezentrum Neuendorf
- Hintersee (Vorpommern)

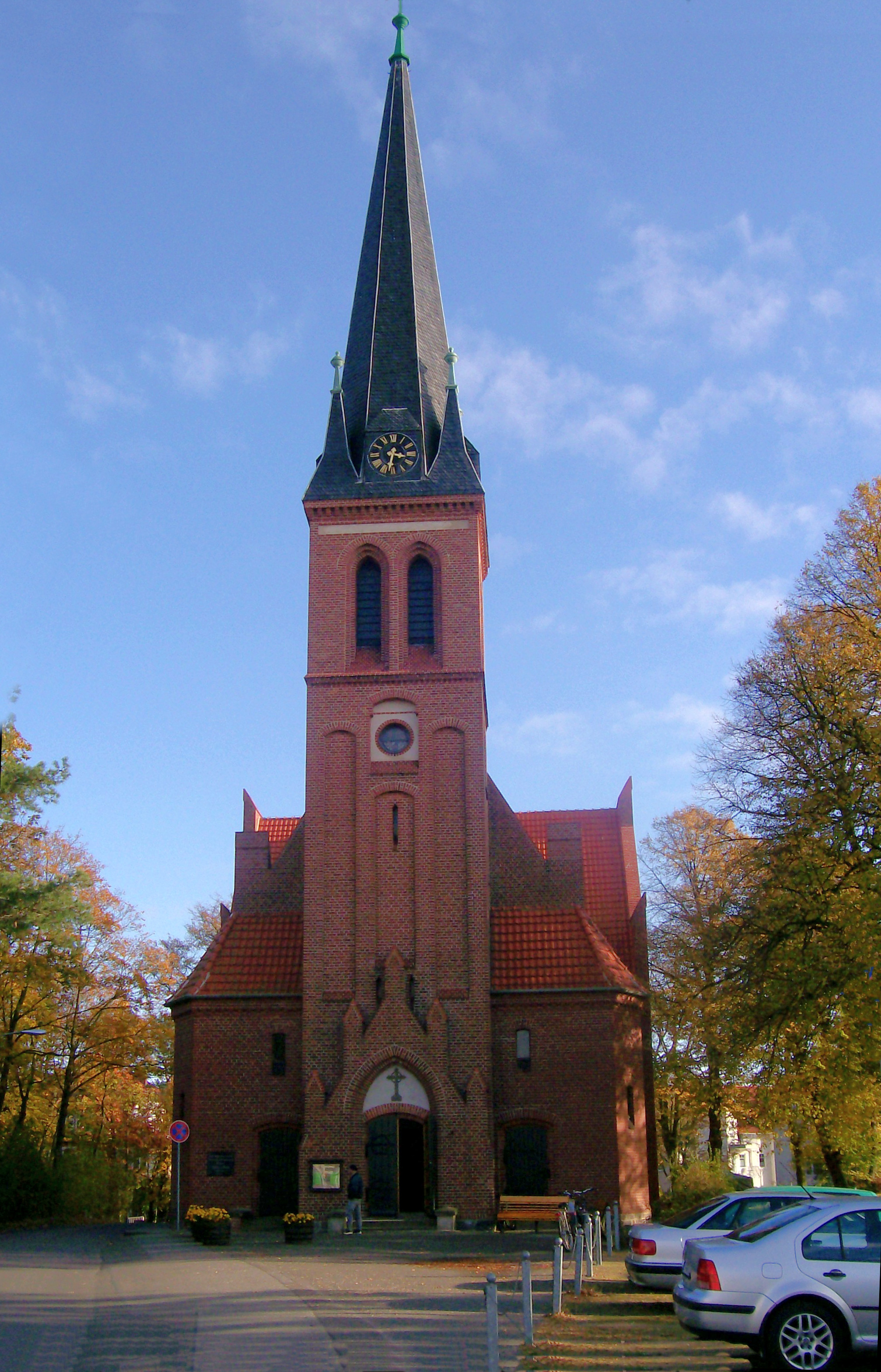
Die Kirche in Ahlbeck auf Usedom (Heringsdorf)

  - St.-Johannis-Kirche (Hintersee/Vorpommern)
- Hohenbollentin
  - Kirche Hohenbollentin
- Hohendorf
  - Dorfkirche Hohendorf
- Hohenmocker
  - Kirche Hohenmocker
- Hohenselchow-Groß Pinnow
  - Katharinenkirche (Groß Pinnow)
  - Johanneskirche (Hohenselchow)
- Horst (Sundhagen)
  - Kirche Horst

## I
- Iven
  - Kirche Iven

## J

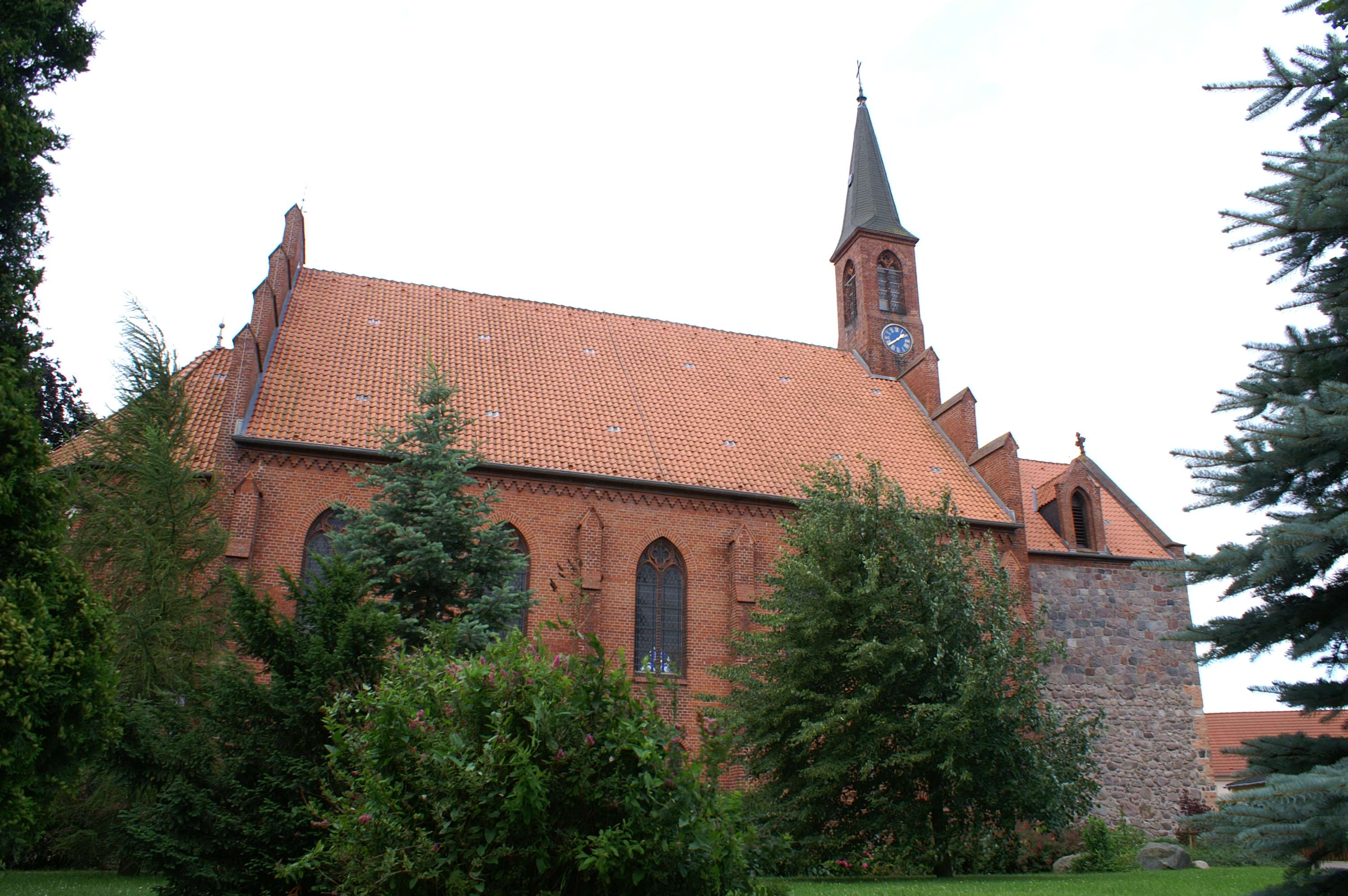
Die St.-Marien-Kirche in Jarmen

- Japenzin
  - Kirche Japenzin
- Jarmen
  - St.-Marien-Kirche (Jarmen)
  - Kapelle Groß Toitin
  - Kirche Plötz
- Jatznick
  - Dorfkirche Jatznick
  - Dorfkirche Belling

## K

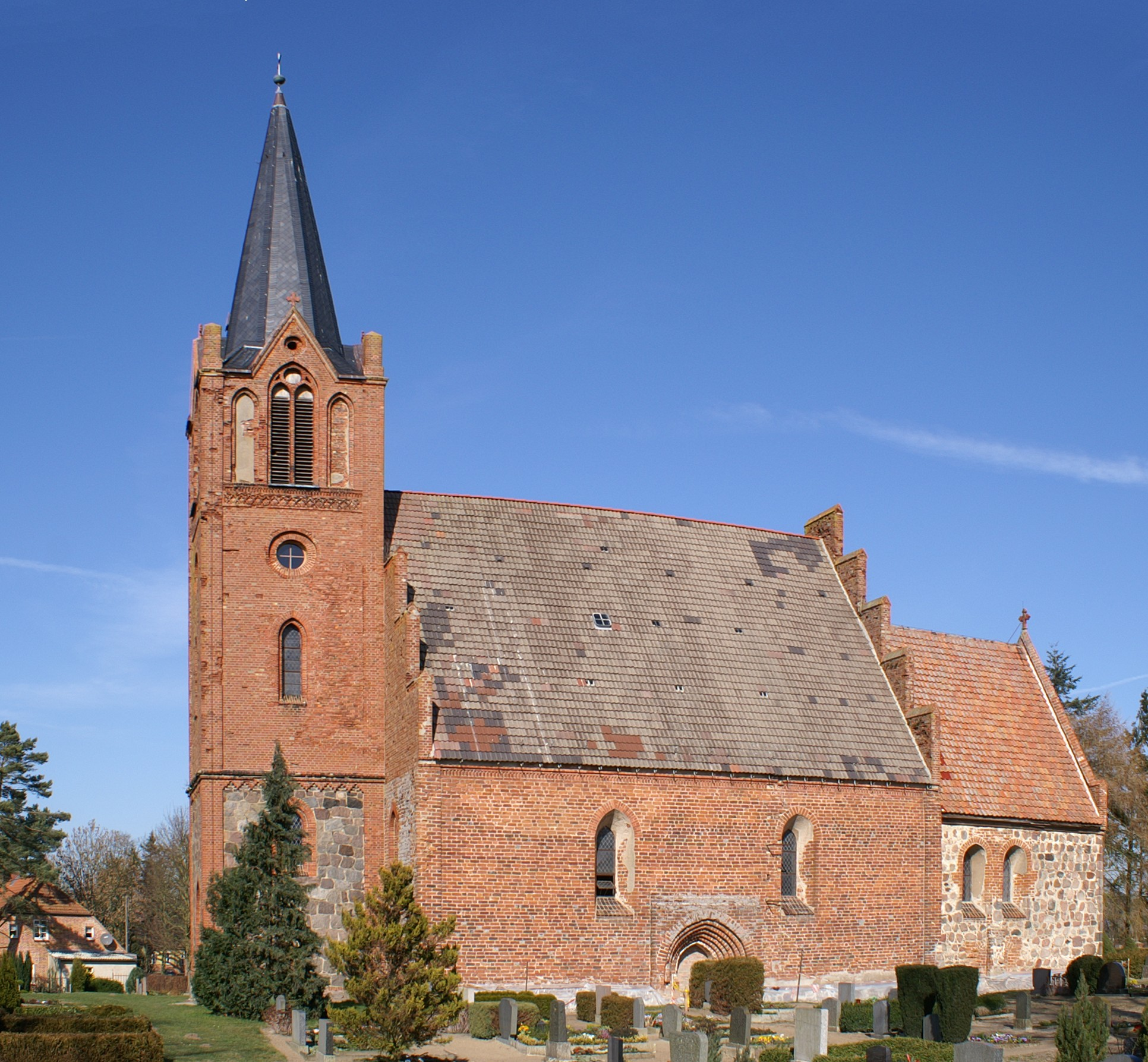
Die St.-Johannis-Kirche in Kartlow (Kruckow)

- Karlsburg (Vorpommern)
  - Kirche Zarnekow
- Karlshagen
  - Kirche Karlshagen
- Katzow
  - St. Johannis (Katzow)
- Kemnitz (bei Greifswald)
  - Heilig-Kreuz-Kirche (Kemnitz)
- Kenz-Küstrow
  - St.-Marien-Kirche (Kenz)
- Kirchdorf (Sundhagen)
  - Dorfkirche Kirchdorf
- Klein Bünzow
  - Kirche Groß Bünzow
  - Dorfkirche Klein Bünzow
- Klein Luckow
  - Dorfkirche (Groß Spiegelberg)
  - Dorfkirche (Klein Luckow)
- Kletzin
  - Kirche Kletzin
  - Kirche Pensin
  - Dorfkirche (Ückeritz)
- Koblentz
  - Dorfkirche Koblentz
- Kölzin
  - St. Marien (Kölzin)
- Koserow
  - Kirche Koserow
- Krackow
  - Dorfkirche (Hohenholz)
  - Dorfkirche (Krackow)
- Krien
  - Kirche Krien
  - Kirche Wegezin
- Kröslin
  - Kirche Kröslin
  - Bethlehemkirche (Spandowerhagen)

- Kruckow
  - St.-Johannis-Kirche (Kartlow)
  - Kirche Schmarsow
- Krugsdorf
  - Dorfkirche Krugsdorf
- Krummin
  - St.-Michael-Kirche (Krummin)
- Krusenfelde
  - Kirche Gramzow
- Kummerow (am See)
  - Dorfkirche Kummerow

## L
- Lancken-Granitz

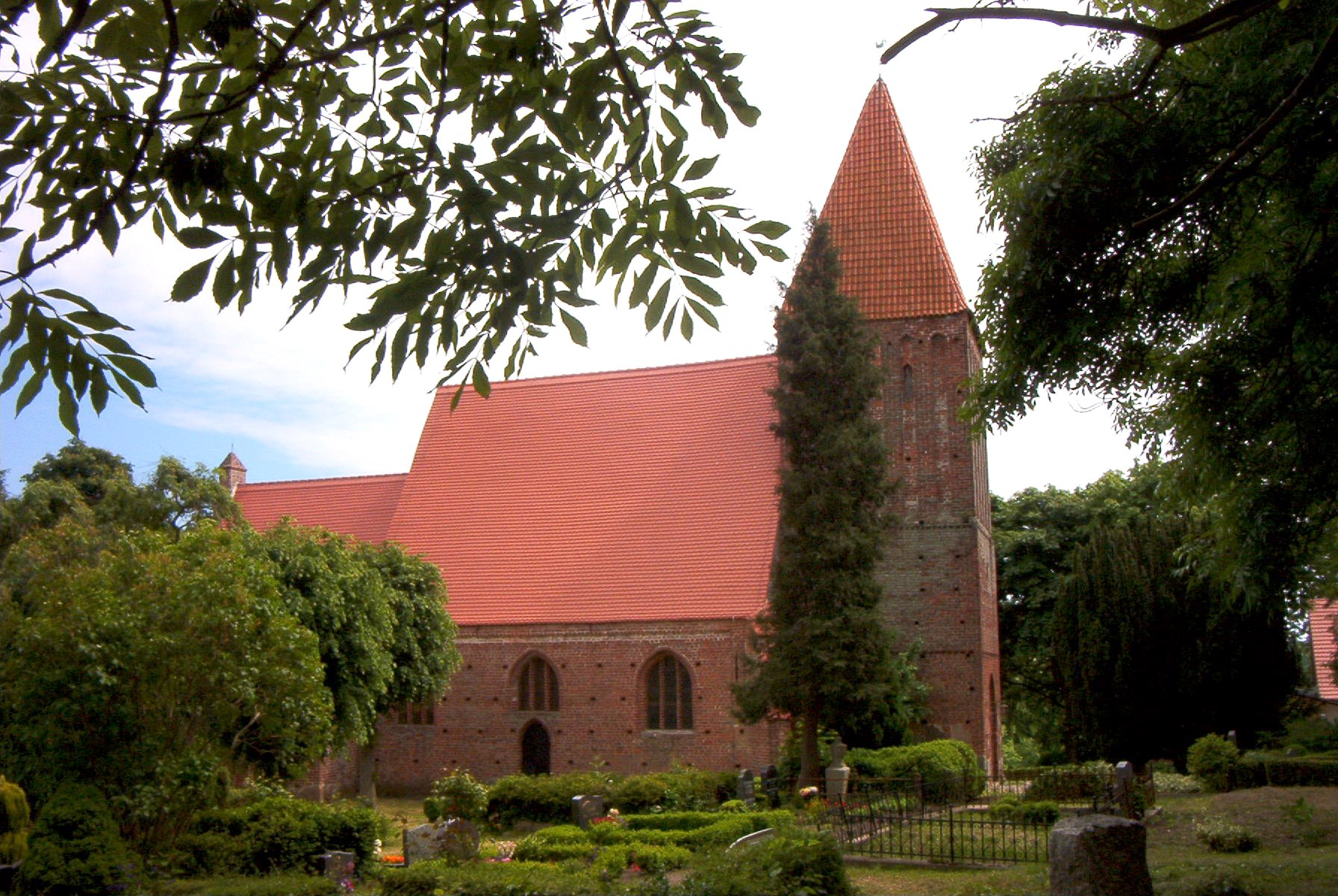
Die St.-Andreas-Kirche in Lancken-Granitz

  - Sankt-Andreas-Kirche (Lancken-Granitz)

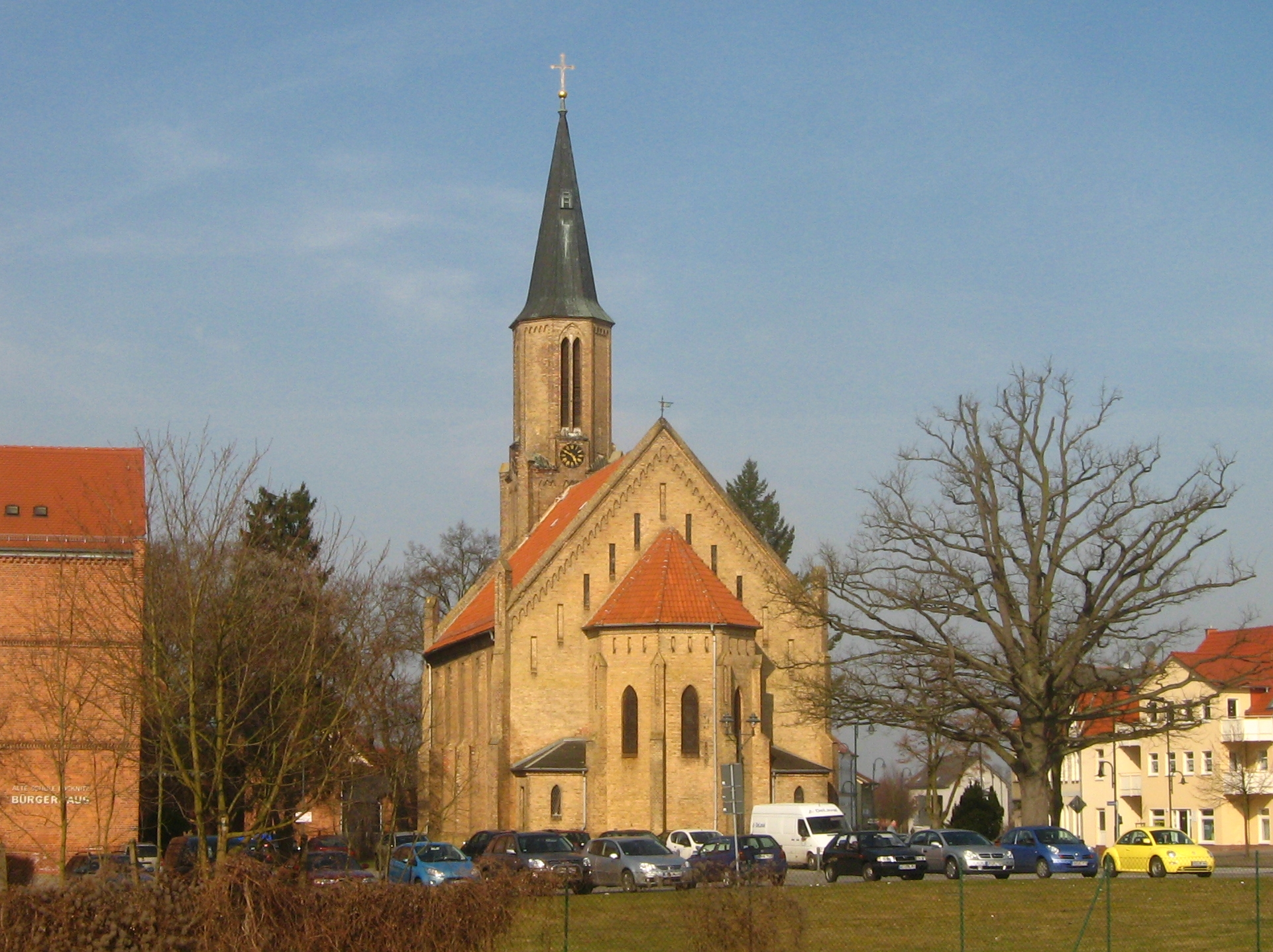
Die Dorfkirche in Löcknitz

- Lassan
  - St. Johannis zu Lassan
- Leopoldshagen
  - Dorfkirche Leopoldshagen
- Levenhagen
  - Kirche Levenhagen
- Liepgarten
  - Dorfkirche Liepgarten
- Lindenberg (Vorpommern)
  - Kirche Lindenberg (Vorpommern)

- Löcknitz
  - Dorfkirche Gorkow
  - Dorfkirche Löcknitz
- Löwitz
  - Kirche Löwitz
  - Kirche Schmuggerow
- Loissin
  - Kapelle Ludwigsburg
- Loitz
  - Lutherkirche (Loitz)
  - Sankt-Marien-Kirche (Loitz)
  - Kapelle Düvier
  - Kirche Gülzowshof
  - Kapelle Rustow
  - Kirche Sophienhof
  - Kapelle Vorbein
- Lubmin
  - Petrikirche (Lubmin)
- Luckow
  - Fachwerkkirche Luckow
  - Dorfkirche Rieth
- Lübs (Vorpommern)
  - Kirche Lübs
- Lüdershagen
  - St.-Georgs-Kirche (Lüdershagen)
- Lühmannsdorf
  - Dorfkirche (Lühmannsdorf)
- Lüssow
  - Kirche Lüssow (Gützkow)
- Lütow
  - St.-Marien-Kirche (Netzelkow)

## M
- Medow
  - Kirche Medow
  - Kapelle Nerdin
  - Kapelle Wussentin
- Meesiger
  - Kirche Meesiger
- Meiersberg
  - Kirche Meiersberg
- Mellenthin
  - Dorfkirche Mellenthin
  - Kirche Morgenitz
- Menkin
  - Dorfkirche Menkin
- Mescherin

- - Dorfkirche Mescherin
  - Gedächtniskirche Rosow
- Mesekenhagen
  - Kirche Gristow
- Middelhagen

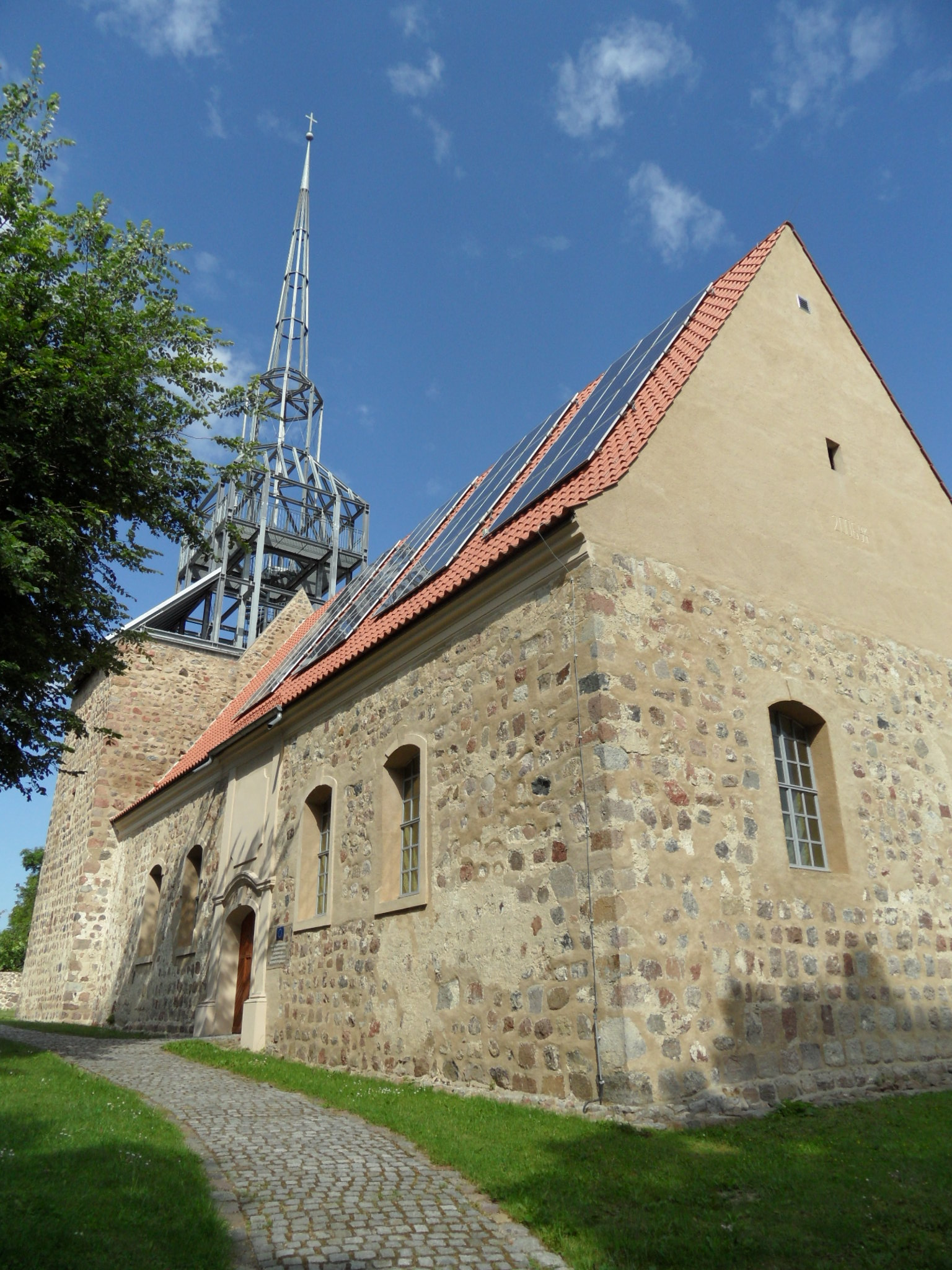
Gedächtniskirche Rosow

  - St.-Katharinen-Kirche (Middelhagen)
- Miltzow
  - Kirche Reinkenhagen
- Mönkebude
  - St.-Petri-Kirche
- Murchin
  - Dorfkirche Pinnow (Murchin)

## N
- Nadrensee
  - Dorfkirche (Nadrensee)
  - Dorfkirche (Pomellen)
- Neetzow-Liepen
  - Kirche Kagenow
  - Kirche Liepen
  - Kapelle Neetzow
  - Dorfkirche Preetzen
  - Kirche Steinmocker
- Neu Boltenhagen

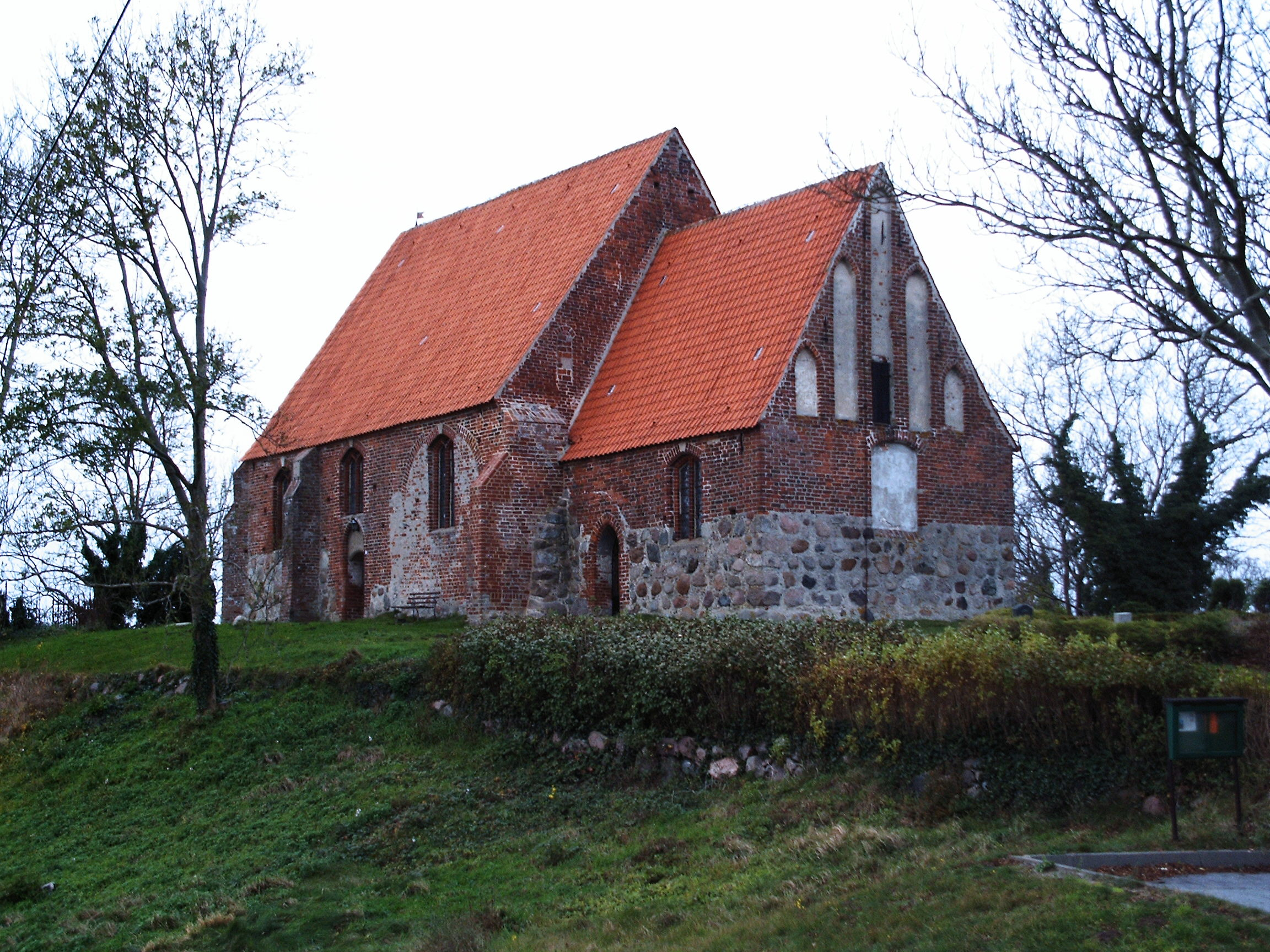
Die Kirche Maria-Magdalena-Kirche in Neuenkirchen auf Rügen

  - St.-Marien-Kirche (Neu Boltenhagen)
- Neuenkirchen (bei Anklam)
  - Kirche Neuenkirchen (bei Anklam)
- Neuenkirchen (bei Greifswald)
  - Kirche Neuenkirchen (bei Greifswald)
- Neuenkirchen (Rügen)
  - Maria-Magdalena-Kirche (Neuenkirchen)

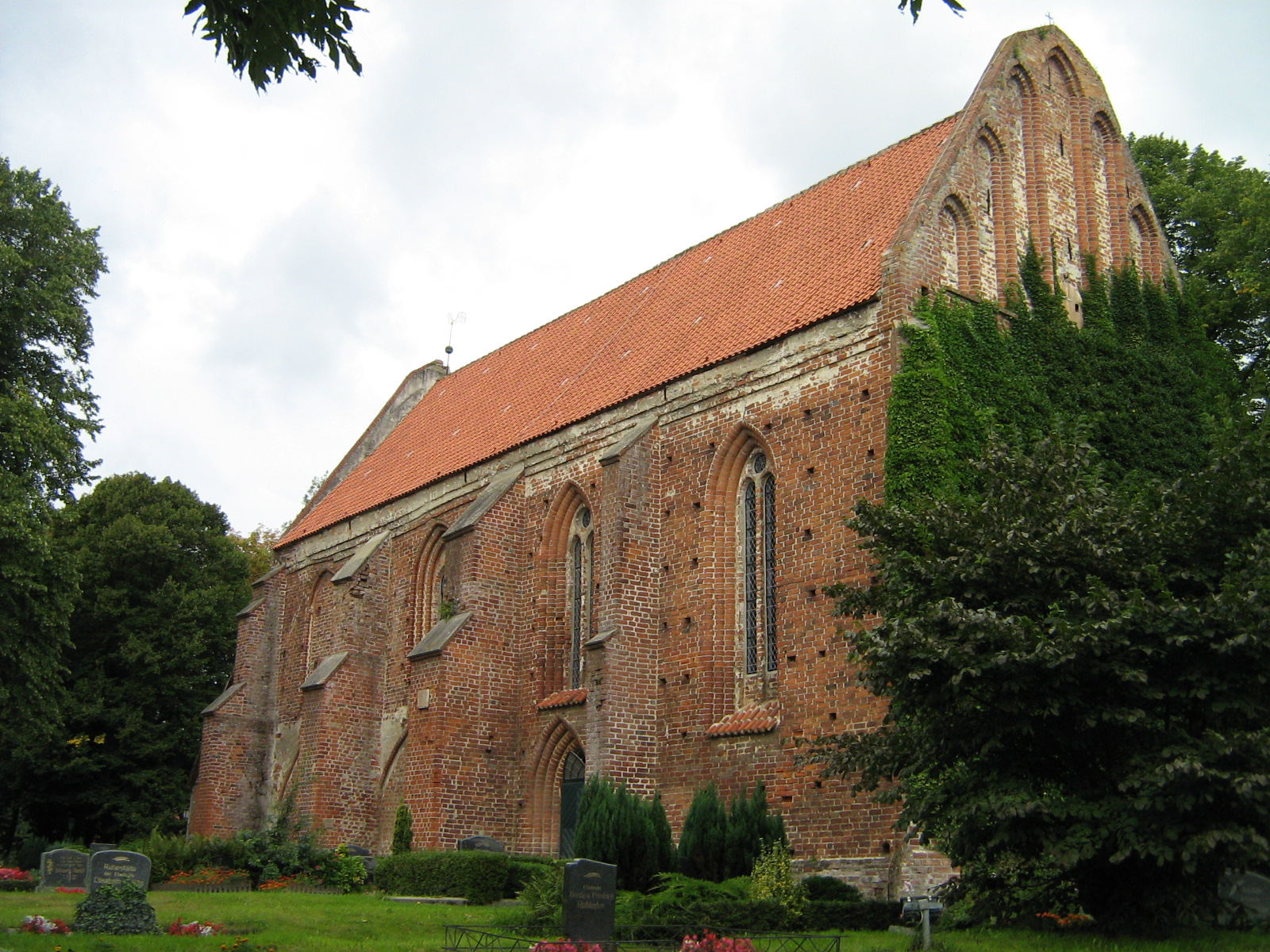
Die Dorfkirche in Niepars

- Neuensund
  - Dorfkirche Neuensund
- Neu Kosenow
  - Kirche Alt Kosenow
  - Kirche Auerose
  - Kapelle Dargibell
  - St.-Petri-Kirche (Kagendorf)
- Niepars
  - Dorfkirche Niepars
- Nossendorf
  - Kirche Medrow
  - St. Marien (Nossendorf)
  - Dorfkirche (Toitz)
  - Dorfkirche (Volksdorf)

## P
- Pantelitz
  - Dorfkirche Pütte
- Papenhagen
  - Dorfkirche Rolofshagen
- Parchtitz
  - Schlosskapelle (Boldevitz)
- Pasewalk
  - Friedenskirche (Pasewalk)
  - St.-Marien-Kirche (Pasewalk)
  - St.-Nikolai-Kirche (Pasewalk)
- Passow (Schwedt/Oder)
  - Dorfkirche (Schönow/Uckermark)
- Patzig
  - St.-Margarethen-Kirche (Patzig)
- Peenemünde
  - Kapelle Peenemünde
- Pelsin
  - Kirche Pelsin
  - Kapelle Stretense

- Penkun
  - Dorfkirche (Grünz)
  - Stadtkirche Penkun
  - Dorfkirche (Sommersdorf)
  - Dorfkirche (Storkow)
  - Dorfkirche (Wollin)
- Plöwen
  - Dorfkirche (Plöwen)
- Polzow
  - Dorfkirche Polzow
  - Dorfkirche Roggow
- Poseritz
  - St. Marienkirche (Poseritz)
  - St. Stephanus-Kirche (Swantow)
- Postlow
  - Kirche Görke
  - Dorfkirche (Tramstow)
- Prerow
  - Seemannskirche (Prerow)

- Pripsleben
  - Kirche Pripsleben
  - Kirche Barkow (Pripsleben)
- Prohn
  - Dorfkirche Prohn
- Putbus
  - St.-Jacobi-Kirche (Kasnevitz)
  - Schlosskirche Putbus

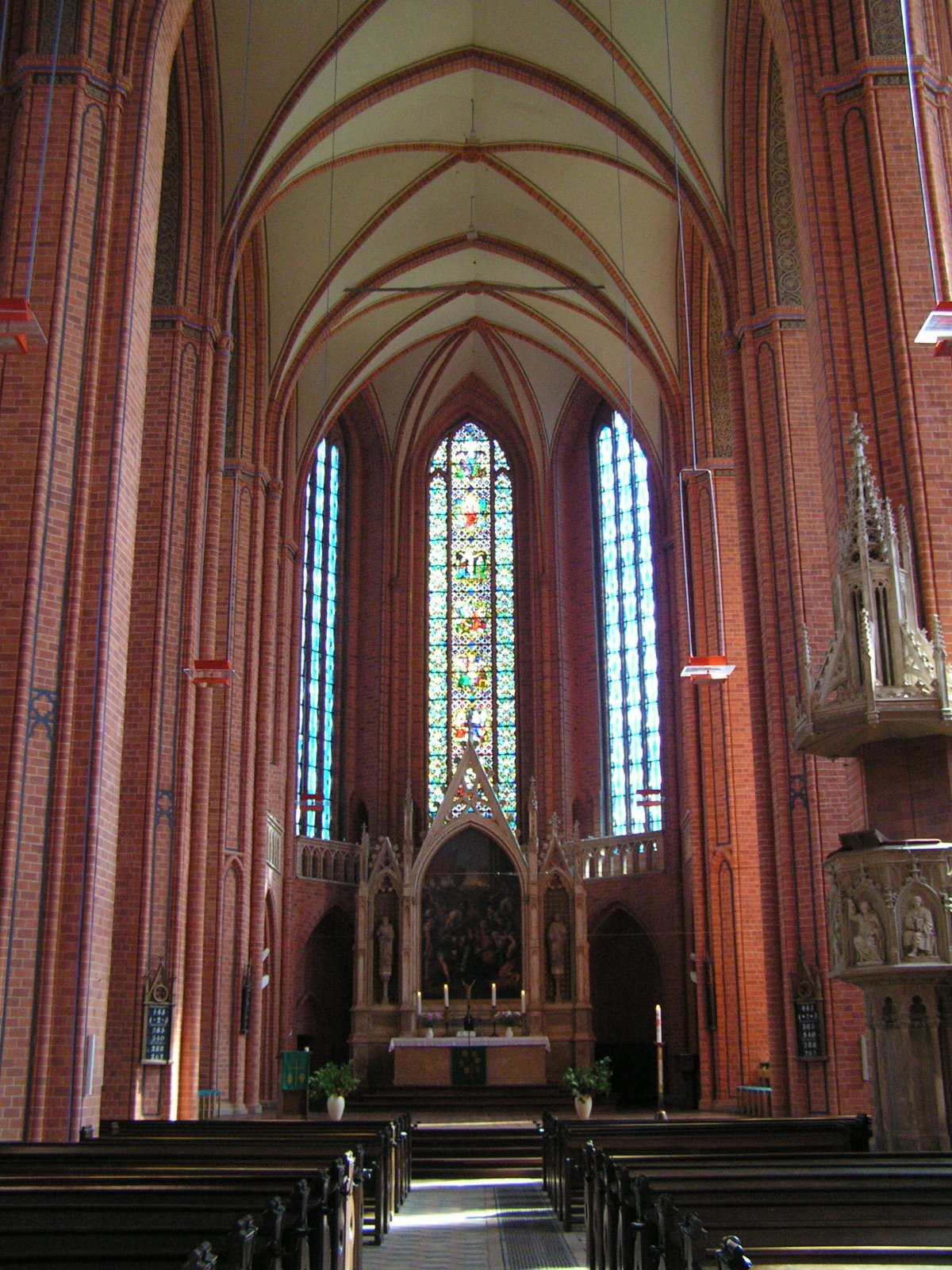
Die St.-Marien-Kirche in Pasewalk

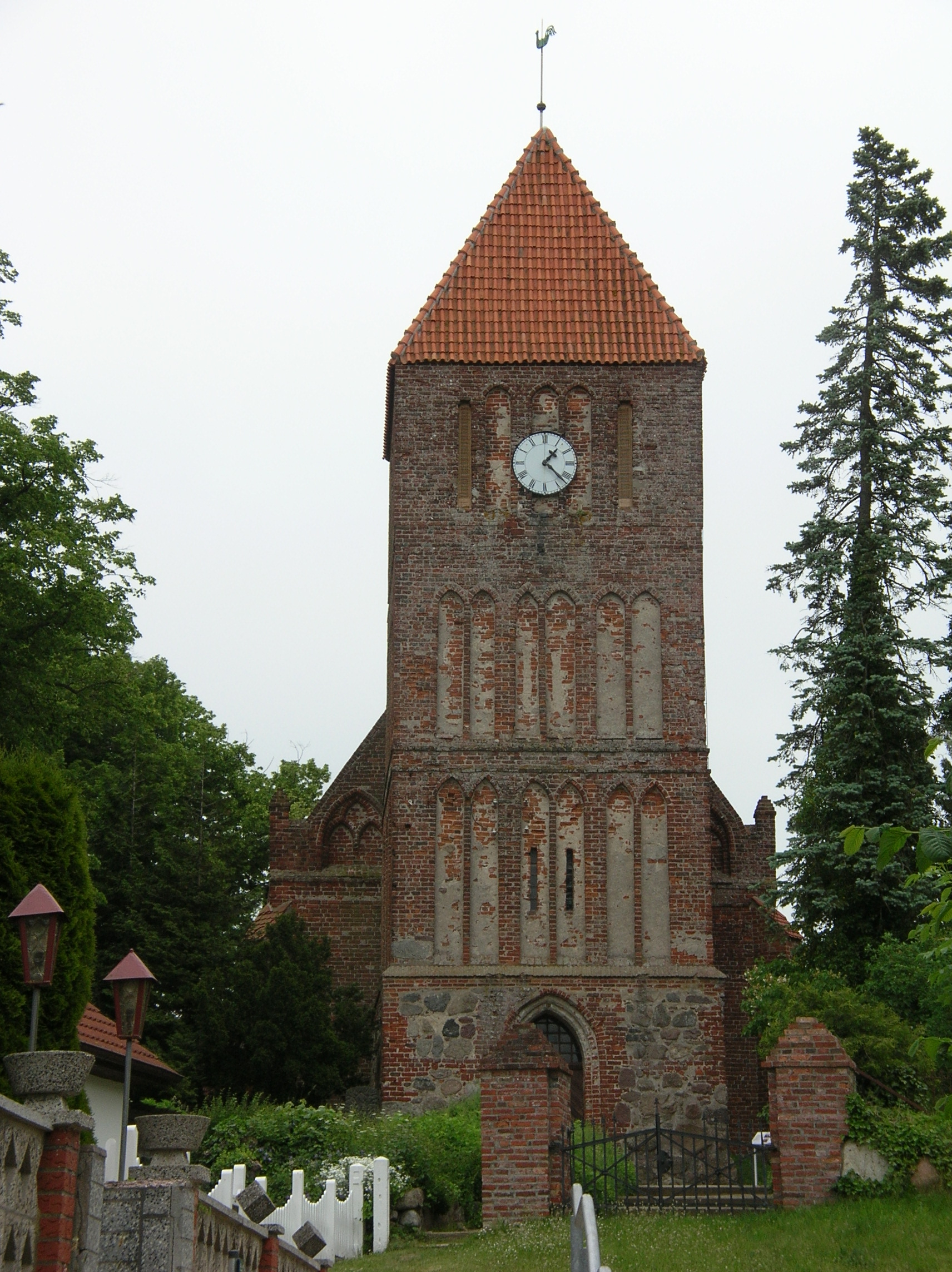
Die St.-Margarethen-Kirche in Patzig

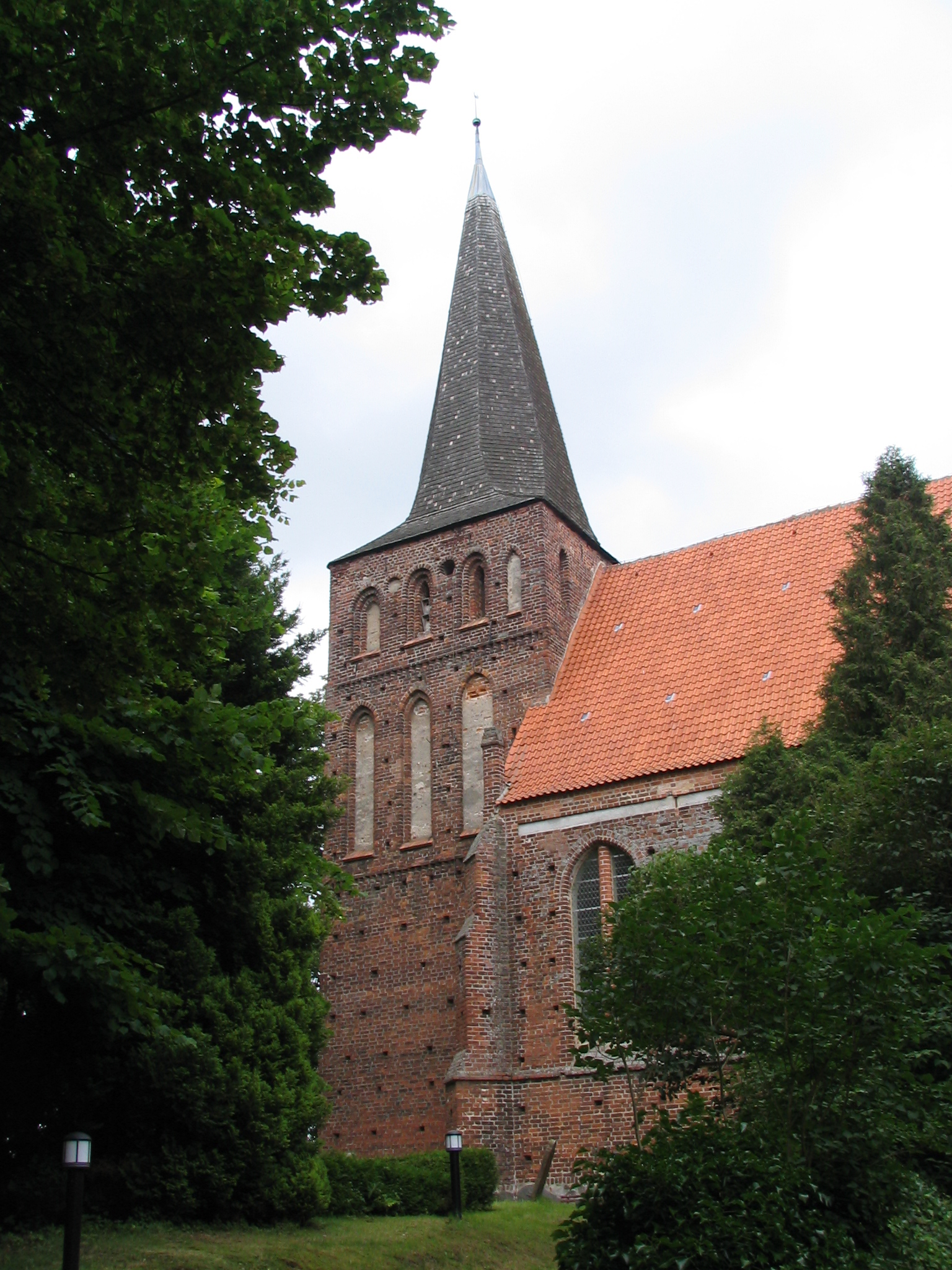
Maria-Magdalena-Kirche in Vilmnitz (Putbus)

  - Maria-Magdalena-Kirche (Vilmnitz)
- Putgarten
  - Vitter Kapelle

## R
- Ralswiek
  - Holzkapelle Ralswiek
- Rambin
  - Kapelle Bessin
  - St.-Johannes-Kirche (Rambin)
- Ramin
  - Dorfkirche Ramin
  - Dorfkirche (Retzin)
  - Dorfkirche (Schmagerow)
  - Evangelische Kapelle Wilhelmshof
- Rankwitz
  - Kirche Liepe (Usedom)
- Rappin
  - St.-Andreas-Kirche (Rappin)
- Rathebur
  - Kirche Rathebur

- Ribnitz-Damgarten
  - Bartholomäuskirche (Damgarten)
- Richtenberg

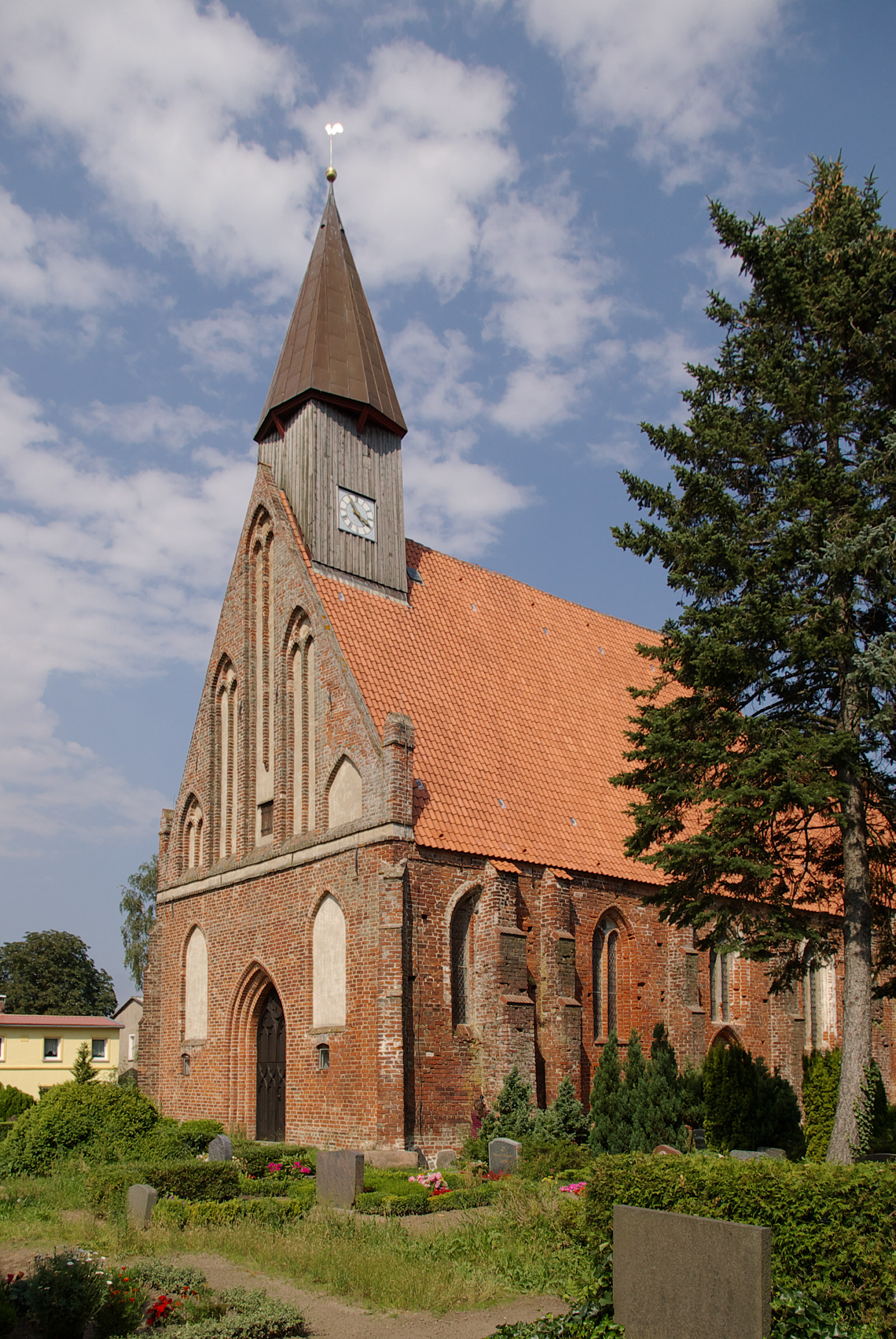
Die St.-Johannis-Kirche in Rambin

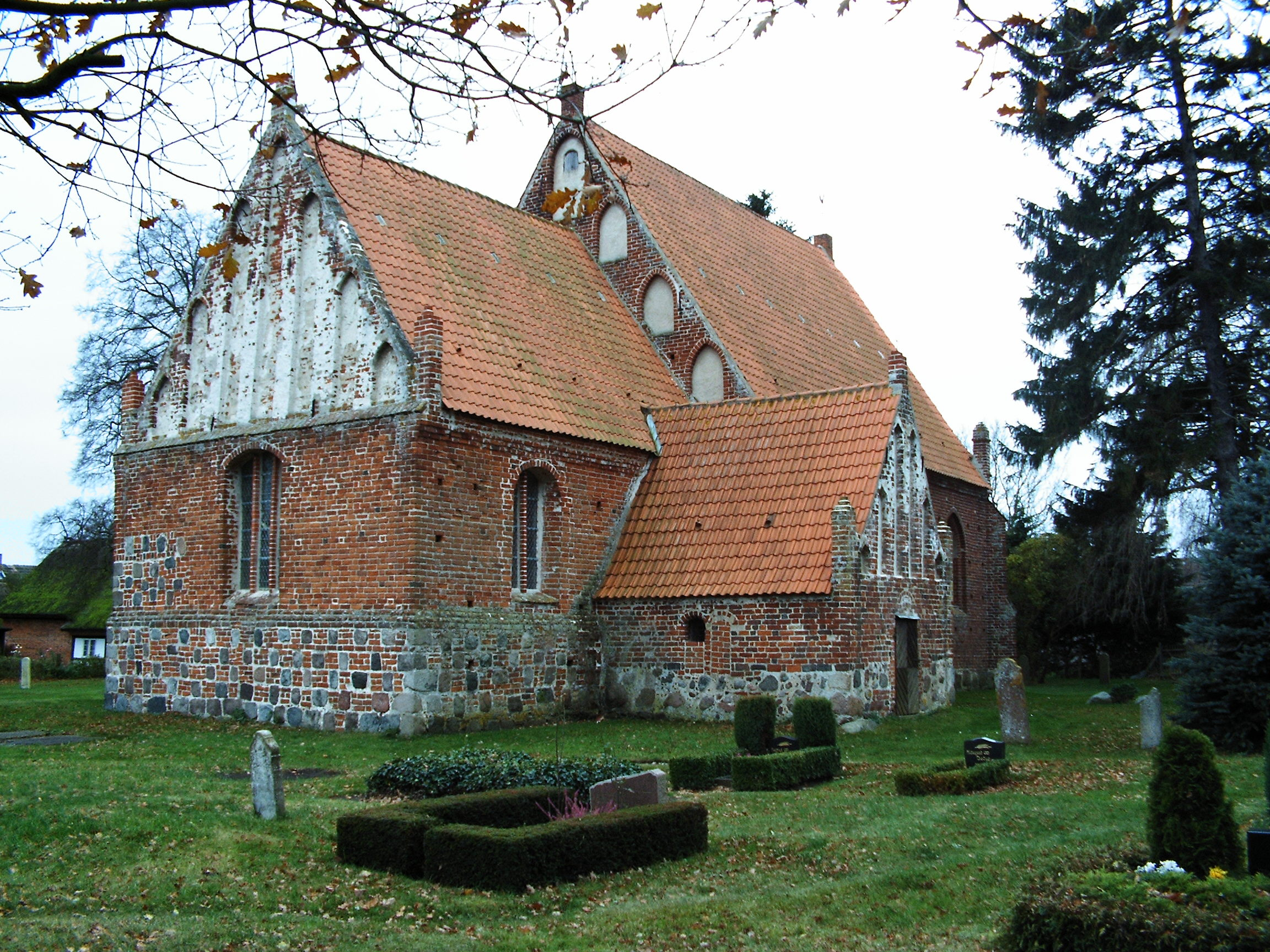
Die St.-Andreas-Kirche in Rappin auf Rügen

  - Sankt-Nikolai-Kirche (Richtenberg)
- Rollwitz
  - Kirche Rollwitz
  - Dorfkirche (Schmarsow)
- Rossin
  - Kirche Rossin
- Rossow
  - Dorfkirche Rossow
- Rothemühl
  - Kirche Rothemühl
- Rothenklempenow
  - Dorfkirche (Mewegen)
  - Dorfkirche Rothenklempenow
- Rubenow
  - Bethaus (Rubenow)
- Rubkow
  - Dorfkirche Rubkow

## S
- Saal (Vorpommern)
  - Dorfkirche Saal
- Sagard
  - St.-Michael-Kirche
- Samtens
  - Kirche Samtens
- Sarnow
  - Kirche Sarnow
  - Kirche Wusseken
- Sarow
  - Kirche Ganschendorf
  - Dorfkirche Sarow
  - Kirche Törpin

- Sassen-Trantow
  - Kirche Sassen
  - Kirche Trantow
- Sassnitz
  - St.-Johannis-Kirche
- Schaprode
  - St. Johanniskirche
- Schlatkow
  - Dorfkirche Schlatkow
- Schlemmin
  - Dorfkirche Schlemmin

- Schönfeld (bei Demmin)

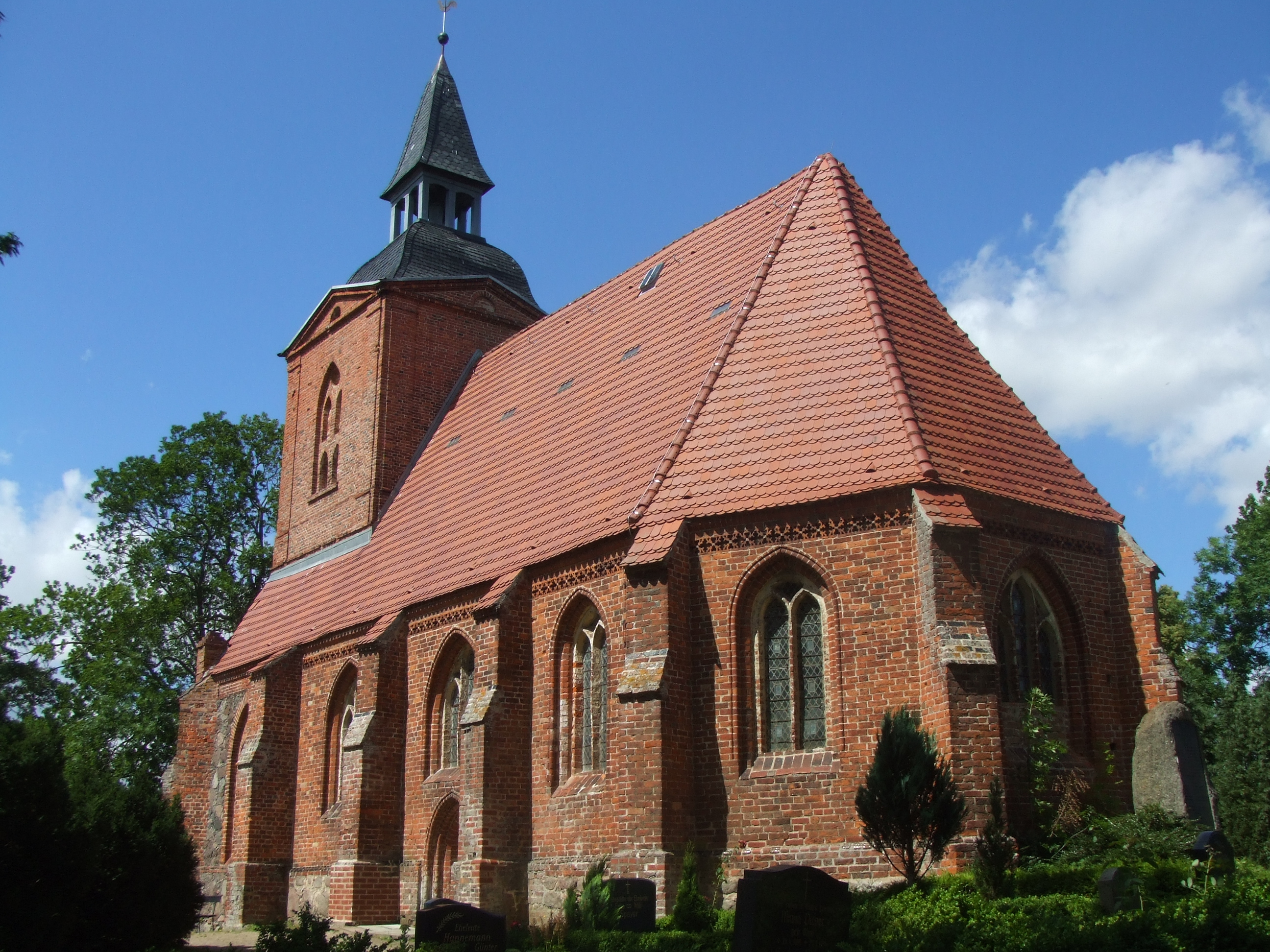
Die Dorfkirche in Trantow (Sassen-Trantow)

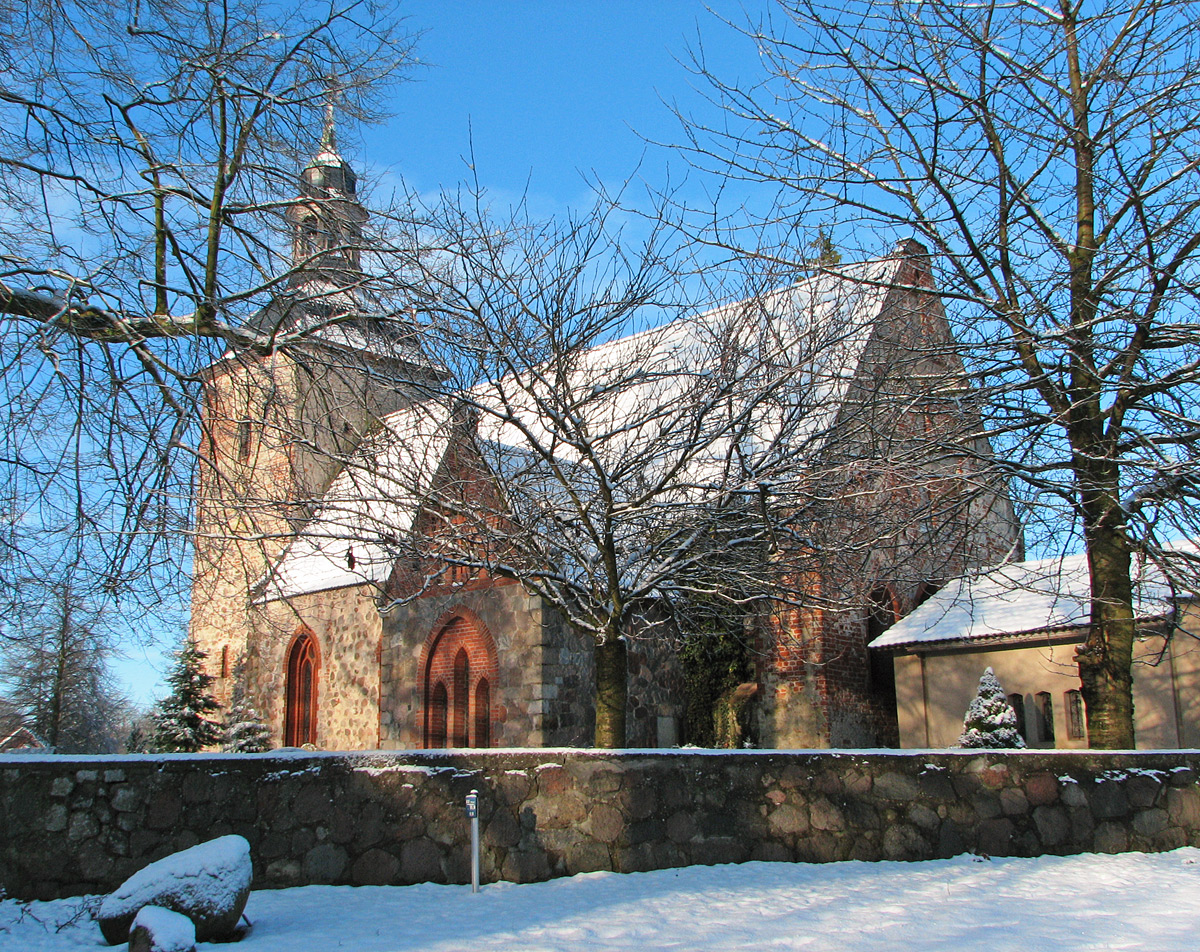
Die Dorfkirche in Schlemmin

  - Dorfkirche Schönfeld (bei Demmin)
  - Kapelle Trittelwitz
- Schönwalde (Vorpommern)
  - Dorfkirche Dargitz
  - Dorfkirche Stolzenburg
- Sehlen
  - Dankeskirche (Sehlen)
- Sellin
  - Gnadenkirche
- Semlow
  - Dorfkirche Semlow
  - Kapelle Semlow
- Siedenbollentin
  - Kirche Siedenbollentin
- Siedenbrünzow
  - Kirche Sanzkow
  - Kirche Siedenbrünzow

- Sommersdorf
  - Kirche Sommersdorf
- Spantekow
  - Kirche Dennin
  - Kirche Neuendorf B
  - Kirche Rebelow
  - Kirche Spantekow
- Splietsdorf
  - Schlosskapelle Quitzin
  - Kirche Vorland

- Steinhagen (Vorpommern)
  - Dorfkirche Steinhagen
- Stolpe an der Peene
  - Wartislaw-Gedächtniskirche
- Stolpe auf Usedom
  - Kirche Stolpe auf Usedom
- Stralsund
  - Auferstehungskirche (Stralsund)
  - Friedenskirche (Stralsund)
  - Heilgeistkirche (Stralsund)
  - Lutherkirche (Stralsund)
  - St.-Jakobi-Kirche (Stralsund)
  - St.-Marien-Kirche (Stralsund)
  - St.-Nikolai-Kirche (Stralsund)
  - Kirche Voigdehagen
- Strasburg (Uckermark)

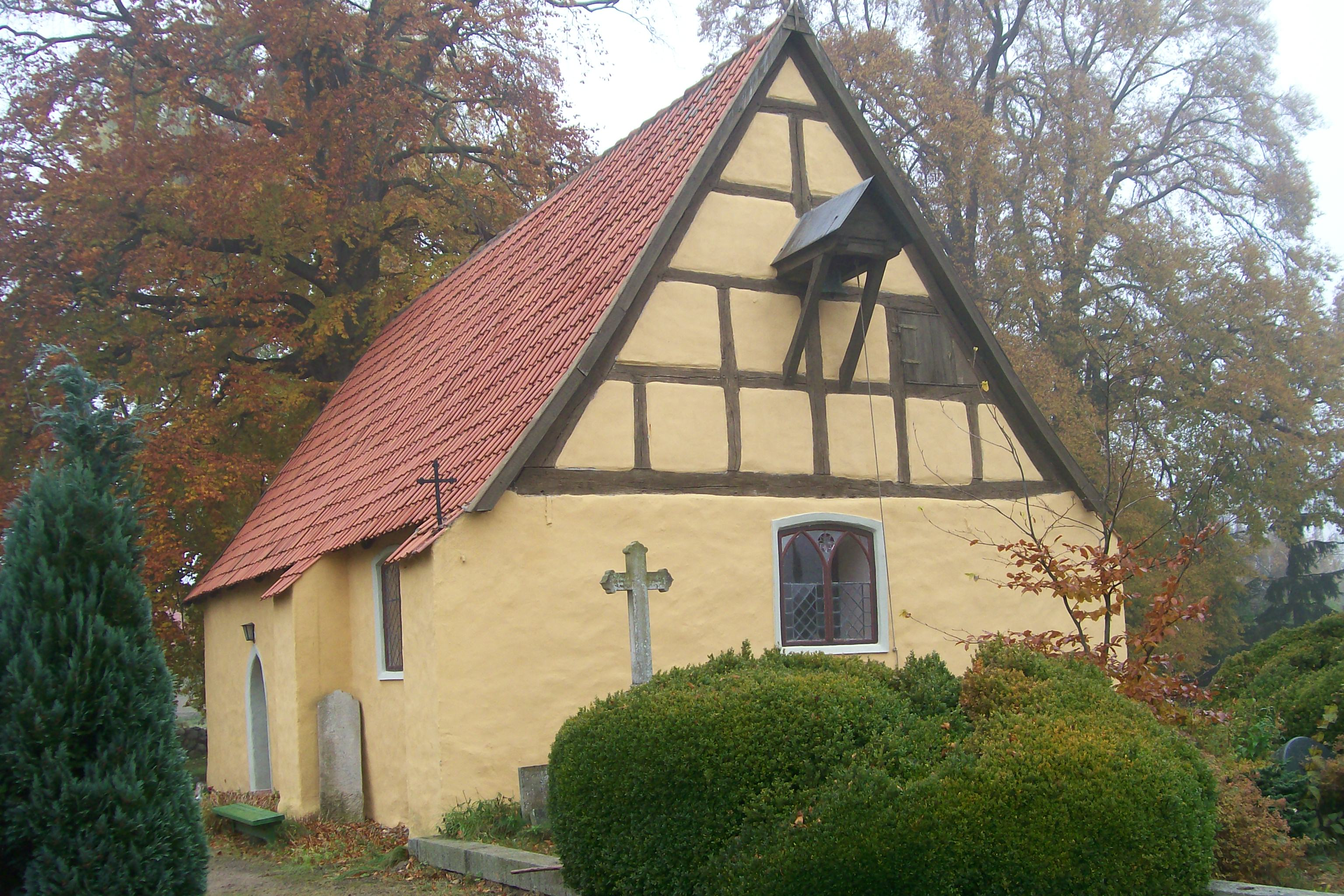
Die Schlosskirche in Quitzin (Splietsdorf)

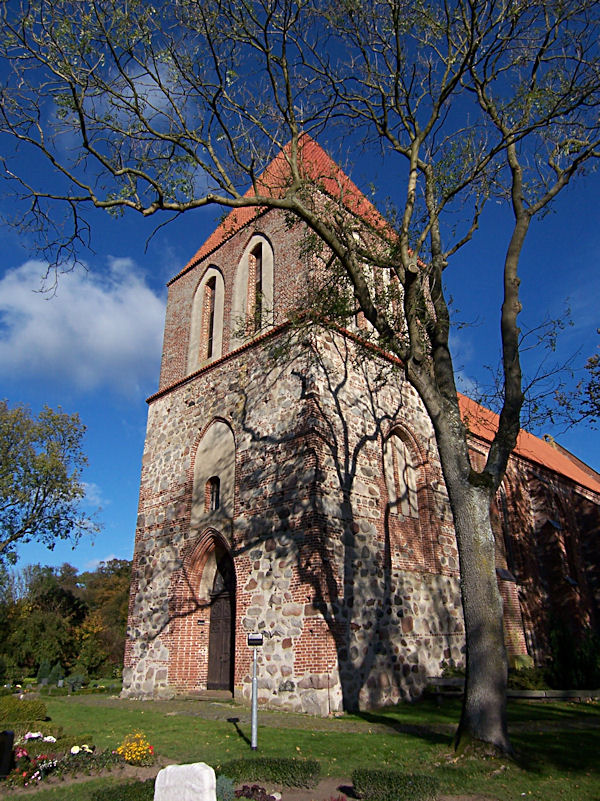
Die Kirche in Steinhagen (Vorpommern)

  - St. Marien zu Strasburg, Stadtkirche
  - Dorfkirche Schwarzensee
- Süderholz
  - Kirche Bretwisch
  - Kirche Groß Bisdorf
  - Schlosskapelle Griebenow
  - Kirche Grischow
  - Dorfkirche Kandelin
  - Dorfkirche Kaschow
  - Kapelle Klevenow
  - Dorfkirche Kreutzmannshagen
  - Dorfkirche Neuendorf
  - Dorfkirche Poggendorf
  - Kirche Rakow
  - Dorfkirche Willerswalde
- Sundhagen
  - Kapelle Jager
  - Dorfkirche Reinberg
  - Kapelle Stahlbrode

## T

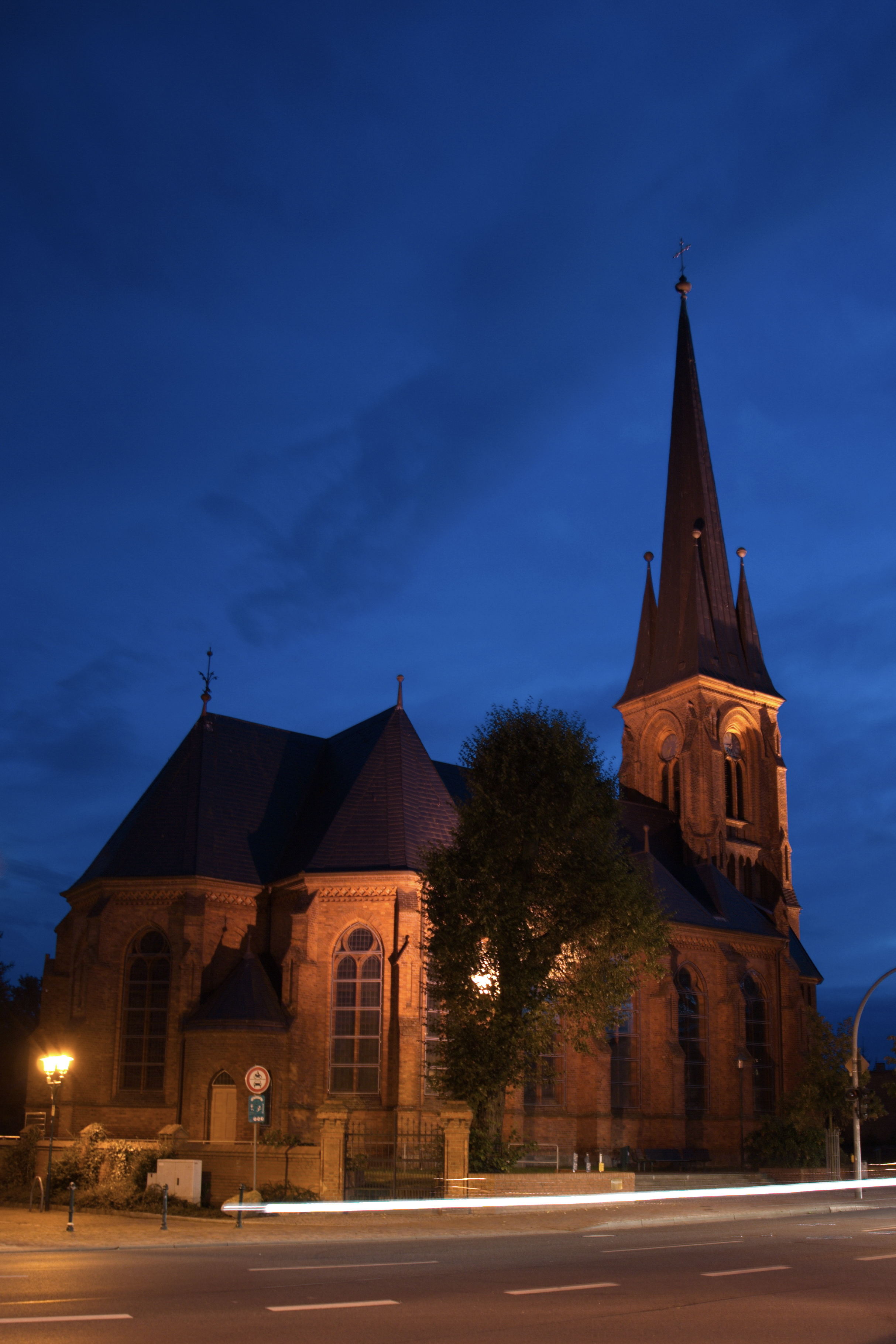
Die Christuskirche in Torgelow

- Tantow
  - Dorfkirche Damitzow
  - Dorfkirche Tantow
- Thiessow
  - Dorfkirche Thiessow
- Trent (Rügen)
  - St.-Katharinen-Kirche (Trent)
- Tribsees
  - St.-Thomas-Kirche (Tribsees)
- Trinwillershagen
  - Kirche Langenhanshagen
- Torgelow
  - Christuskirche (Torgelow)
- Tützpatz
  - Kirche Tützpatz
- Tutow
  - Zwölf-Apostel-Kirche

## U
- Uckerland
  - Dorfkirche (Güterberg)
  - Dorfkirche Hetzdorf
  - Dorfkirche (Schlepzow)
  - Dorfkirche Trebenow
  - Dorfkirche Werbelow
  - Dorfkirche (Wismar/Uckerland)
  - Kirche Wolfshagen (Uckermark)
- Ueckermünde
  - Kreuzkirche (Ueckermünde)
  - Marienkirche (Ueckermünde)
- Ummanz
  - St.-Marien-Kirche (Waase)
- Usedom
  - Dorfkirche Mönchow
  - St.-Marien-Kirche (Usedom)
- Utzedel
  - Kirche Leistenow
  - Kirche Roidin
  - Dorfkirche (Utzedel)

## V
- Velgast
  - St.-Jürgen-Kirche (Starkow)
  - Christus-Kirche (Velgast)
- Verchen
  - Klosterkirche Verchen
- Viereck
  - Dorfkirche Uhlenkrug
- Völschow
  - Kapelle Jagetzow
  - Kirche Völschow

## W

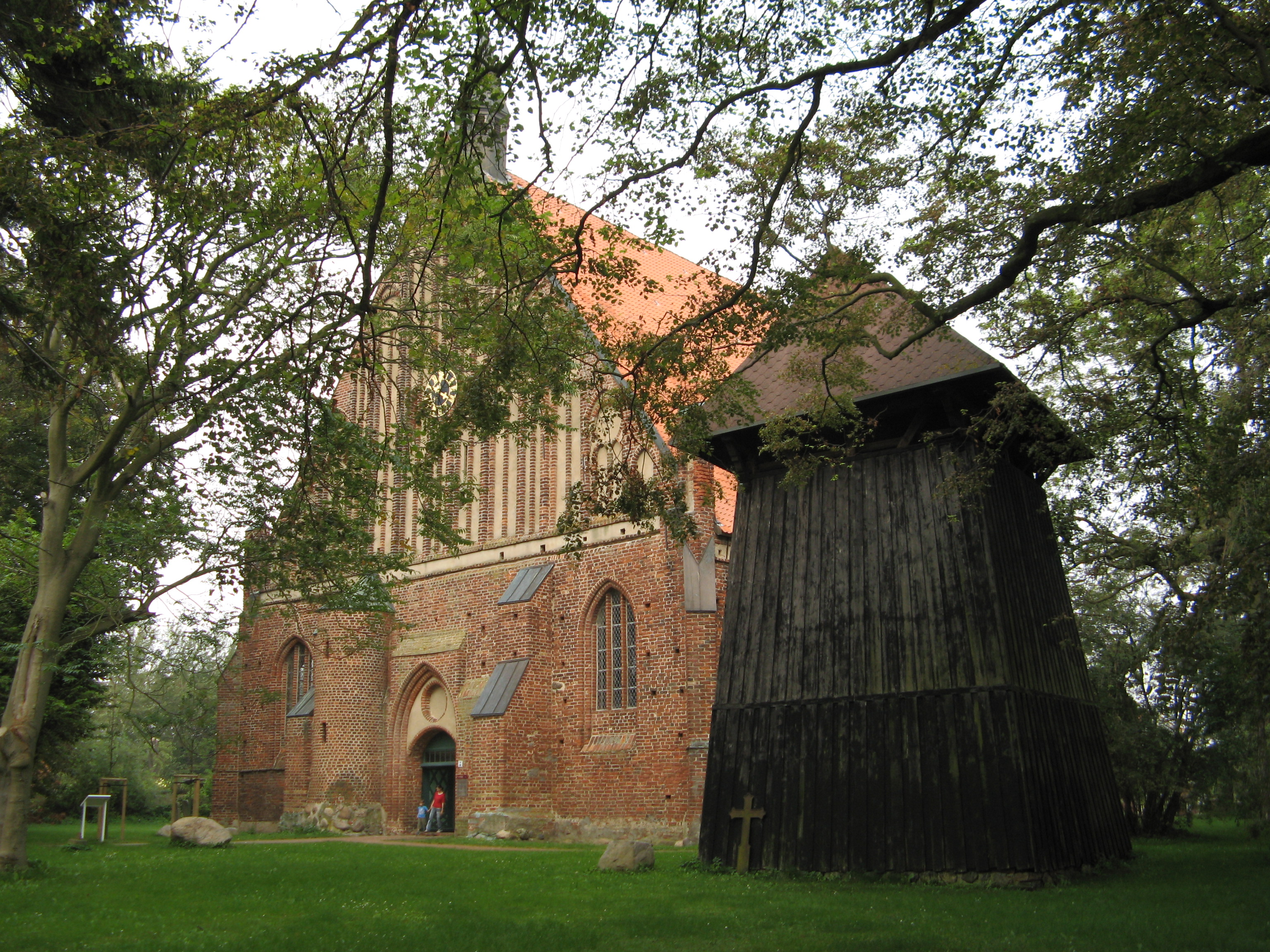
Die St.-Georgs-Kirche in Wiek auf Rügen

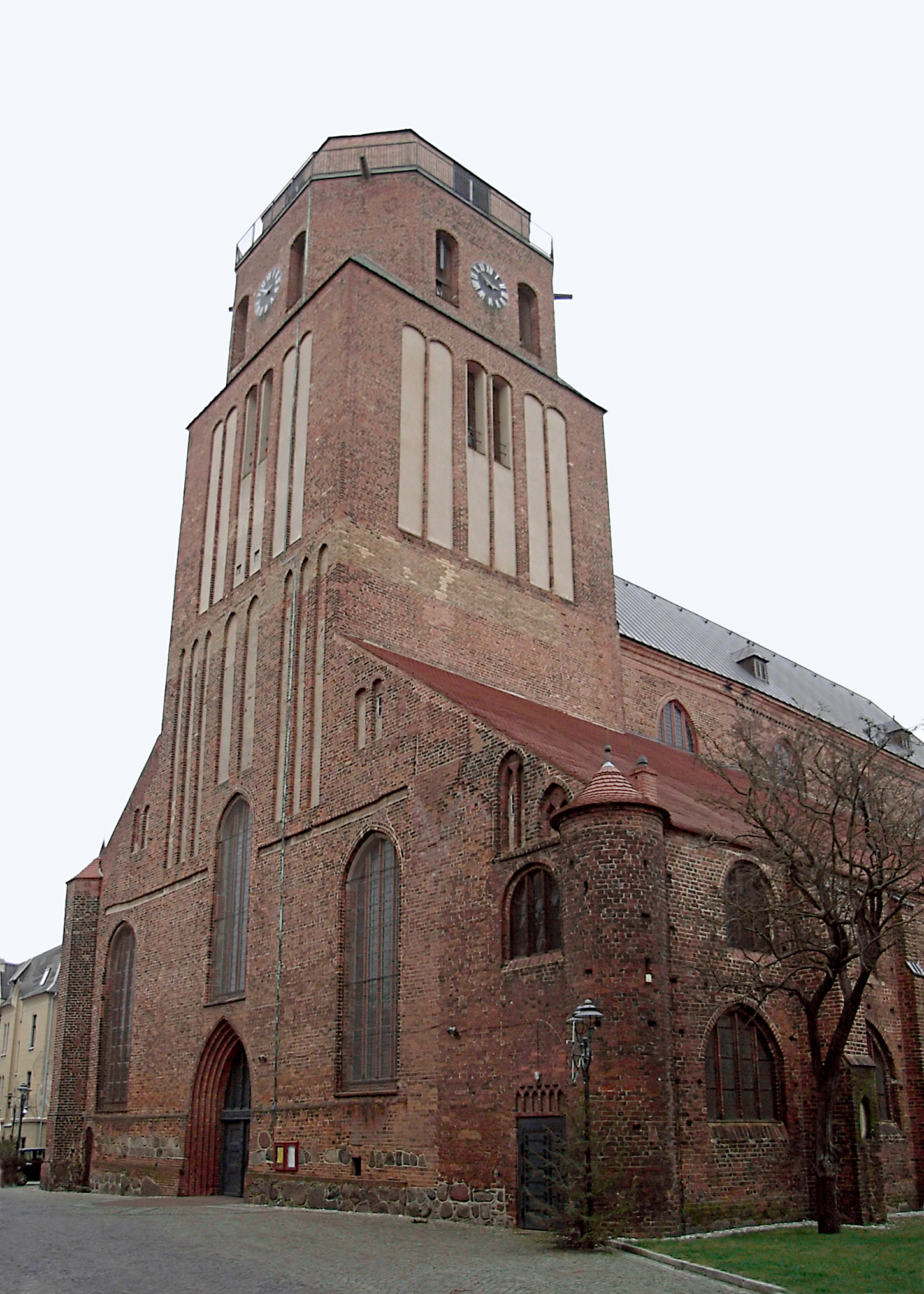
Die St.-Petri-Kirche in Wolgast

- Wackerow
  - Kapelle Jarmshagen
- Weitenhagen (bei Greifswald)
  - Kirche Weitenhagen
- Werder (bei Altentreptow)
  - Kirche Kölln
  - Kirche Werder (bei Altentreptow)
  - Kirche Wodarg
- Wiek
  - Pfarrkirche St. Georg zu Wiek
- Wildberg
  - Kirche Wildberg (Vorpommern)
  - Kirche Wolkow

- Wilhelmsburg (Vorpommern)
  - Dorfkirche Wilhelmsburg
- Wilsickow
  - Dorfkirche Wilsickow
- Wismar (Uckerland)
  - Dorfkirche Wismar (Uckerland)
- Wittenhagen
  - Heilgeistkirche (Abtshagen)
- Wolde
  - Kirche Japzow
  - Kirche Reinberg (Wolde)
- Wolgast
  - St.-Jürgen-Kapelle
  - St.-Petri-Kirche
- Wusterhusen
  - Kirche Wusterhusen

## Z

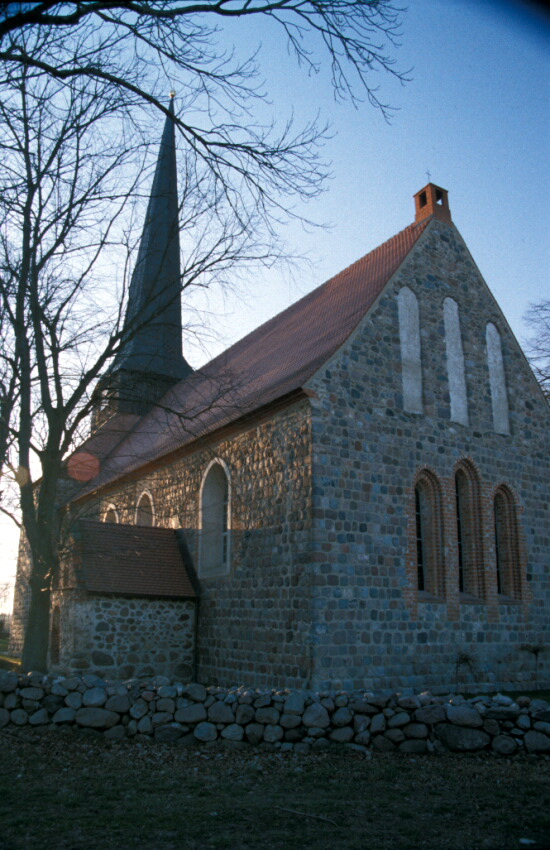
Die Dorfkirche in Zerrenthin

- Zemitz
  - St. Nikolai zu Bauer
  - St. Michael (Zemitz)
- Zempin
  - Dorfkirche Zempin

- Zerrenthin
  - Dorfkirche Zerrenthin
- Ziethen (bei Anklam)
  - St. Marien (Ziethen bei Anklam)
- Zingst
  - Peter-Pauls-Kirche (Zingst)
  - Bonhoeffer-Kapelle (Zingsthof)
- Zinnowitz
  - Kirche Zinnowitz
- Zirchow
  - St.-Jacobus-Kirche
- Zirkow
  - St.-Johannes-Kirche (Zirkow)
- Züsedom
  - Dorfkirche Züsedom
- Züssow
  - Kirche Ranzin
  - Zwölf-Apostel-Kirche (Züssow)